# Acevedo (Colombia)
Acevedo, es un municipio situado en el suroriente del departamento del Huila, Colombia. Se encuentra en la Cordillera Oriental y su ramal, la Serranía de la Ceja, en una región de gran riqueza natural y cultural. Es conocido como la "Avanzada Andaquí" y reconocido como "La Capital Cafetera Especial de Colombia" debido a su destacada producción de café de alta calidad, reconocido a nivel internacional por su exclusividad de tasa y su entorno propicio para el ecoturismo, lo que lo convierte en un punto de relevancia económica y turística. 
El municipio cuenta con una población aproximada de 39.954 habitantes (2020), y su economía se sustenta principalmente en la producción de café especial, la agricultura y el turismo ecológico. Acevedo se destaca por albergar el Parque nacional natural Cueva de los Guácharos, el primer parque natural de Colombia, por donde fluye el río Suaza hasta desembocar en el río Magdalena. Este entorno natural ofrece oportunidades únicas para el ecoturismo de aventura, contribuyendo significativamente a la economía local.
Fundado el 6 de agosto de 1756, Acevedo tiene raíces indígenas de la nación Andakí, con presencia en la región desde el año 700. La historia del municipio está marcada por la influencia de misiones franciscanas desde 1660, cuando se estableció la misión de San Francisco Javier de la Ceja, en el lugar conocido hoy como Pueblo Viejo.
Acevedo limita al norte con Suaza, al sur con San José del Fragua (Caquetá) y Piamonte (Cauca), al oriente con Belén de los Andaquíes (Caquetá) y al occidente con Palestina y Timaná. Su ubicación en una región montañosa y su clima templado, con temperaturas promedio entre 17 °C y 25 °C, favorecen la agricultura, especialmente el cultivo del café especial, que es el motor económico del municipio y como el nuevo eje cafetero colombiano.
Como centro cultural y turístico, Acevedo celebra anualmente la Feria del Café Origen y las fiestas del Retorno, eventos que resalta la cultura cafetera local y atrae a visitantes interesados en conocer el proceso de producción del café, así como en disfrutar de la gastronomía , eventos de magnitud y artesanías regionales. Además, el Centro Cultural, Artesanal y Gastronómico "El Tribuno del Pueblo" se ha consolidado como un espacio para la promoción del arte, la cultura y la cocina típica de la región.
Acevedo es un referente en la producción de café especial y en la oferta de experiencias ecoturísticas en Colombia. Su combinación de tradición, naturaleza y desarrollo económico lo posiciona como un destino destacado.

## Toponimia

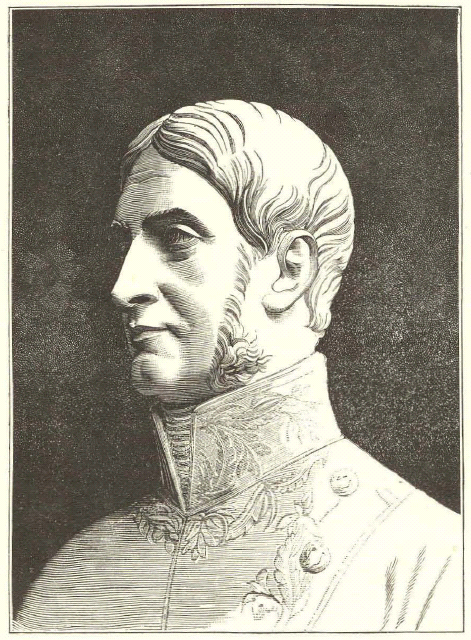
Acevedo y Gómez en la portada de un ejemplar de Papel Periódico Ilustrado, 1881.

El municipio de Acevedo, ubicado en el departamento del Huila, Colombia, ha experimentado una evolución significativa en su denominación a lo largo de su historia. Originalmente, en 1898, fue establecido como municipio bajo el nombre de La Concepción, según la Ordenanza número 32 del 25 de junio de ese año, expedida por la Asamblea del Tolima a instancias de Don Santiago Motta. Este nombre se mantuvo hasta 1935, cuando la Asamblea Departamental del Huila, mediante la Ordenanza 025, decidió cambiar la denominación a Acevedo. Este cambio fue promovido por el diputado e historiador Joaquín García Borrero, con el propósito de rendir homenaje al prócer de la Independencia, José Acevedo y Gómez, conocido como "El Tribuno del Pueblo". Este renombramiento no solo honró la memoria de este destacado personaje histórico, sino que también fortaleció la identidad cultural y patrimonial del municipio. 
La elección del nombre "La Concepción" en 1898 reflejaba una tradición común en la época de asignar nombres religiosos a nuevos asentamientos, posiblemente en honor a la Inmaculada Concepción. Sin embargo, con el transcurso del tiempo y el deseo de resaltar figuras nacionales que contribuyeron significativamente a la historia del país, se consideró apropiado renombrar el municipio en honor a José Acevedo y Gómez. Este destacado líder jugó un papel crucial en los eventos del 20 de julio de 1810, que marcaron el inicio del proceso de independencia de Colombia. Su elocuencia y fervor patriótico le valieron el título de "El Tribuno del Pueblo", y su legado perdura en la memoria histórica de la nación.
El proceso de cambio de nombre en 1935 no solo fue un acto simbólico, sino que también representó un esfuerzo por parte de la comunidad y sus líderes para reivindicar y enaltecer su identidad local, vinculándola con la gesta independentista y sus protagonistas. Este acto de renombramiento es un reflejo de cómo las comunidades buscan conectarse con su pasado y rendir homenaje a quienes forjaron el camino hacia la libertad y la autodeterminación.
En la actualidad, el nombre de Acevedo es un recordatorio constante de la valentía y el compromiso de José Acevedo y Gómez con la causa independentista, y simboliza el orgullo de una comunidad que honra su historia y sus raíces culturales.

## División Política-Administrativa
Acevedo, presenta una organización político-administrativa estructurada en zonas urbanas y rurales, conformadas por barrios, veredas y centros poblados, conforme a las disposiciones normativas vigentes en la legislación colombiana.  

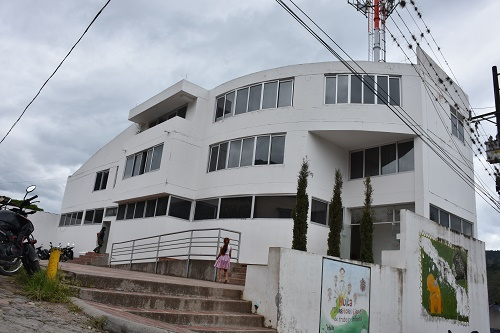
Centro Administrativo de Acevedo

El municipio de Acevedo, se rige por un sistema democrático fundamentado en los procesos de descentralización administrativa establecidos a partir de la Constitución Política de 1991. La estructura gubernamental local se compone de los siguientes órganos principales:  
Alcaldía Municipal: El alcalde es la máxima autoridad ejecutiva y administrativa del municipio, actuando como representante legal, judicial y extrajudicial de Acevedo. Este cargo es elegido por voto popular para un período de cuatro años. Entre sus funciones destacan la administración de los recursos municipales, la implementación de políticas públicas en áreas como salud, educación, infraestructura y seguridad, y la promoción del bienestar general de la comunidad. La Alcaldía se organiza en diversas secretarías y departamentos que gestionan áreas específicas de la administración pública.
Concejo Municipal: Este órgano legislativo está conformado por un grupo de concejales elegidos democráticamente para periodos de cuatro años. El Concejo es responsable de aprobar acuerdos municipales, supervisar la gestión del alcalde, formular políticas locales y garantizar la participación ciudadana en la toma de decisiones. Además, tiene la facultad de elegir al personero municipal y al contralor, así como de aprobar el presupuesto anual del municipio.
Personería Municipal: Como entidad del Ministerio Público a nivel local, la Personería se encarga de velar por la promoción y protección de los derechos humanos, supervisar la conducta oficial de los servidores públicos, garantizar la defensa del interés público y asegurar la prestación eficiente de los servicios municipales. El personero es designado por el Concejo Municipal para un período de cuatro años.
La administración municipal de Acevedo se estructura en una Administración Central y diversas entidades descentralizadas. La Administración Central está compuesta por secretarías y departamentos que dependen directamente del alcalde y se encargan de la prestación de servicios a la comunidad y de funciones técnicas específicas. Entre las principales secretarías se encuentran:
- Secretaría de Gobierno, Desarrollo Social y Talento Humano: Encargada de asuntos relacionados con la seguridad, participación ciudadana, desarrollo comunitario y gestión del talento humano.
- Secretaría de Hacienda: Responsable de la gestión financiera del municipio, incluyendo la administración de impuestos, presupuesto y tesorería.
- Secretaría de Salud: Coordina las políticas y programas de salud pública, asegurando la prestación de servicios médicos y la promoción de hábitos saludables.
- Secretaría de Educación: Gestiona el sistema educativo municipal, promoviendo la calidad educativa y el acceso a la educación para todos los habitantes.
- Secretaría de Infraestructura: Se encarga de la planificación, construcción y mantenimiento de obras públicas e infraestructura vial.

Las entidades descentralizadas son organismos autónomos creados para gestionar servicios públicos específicos o áreas estratégicas del desarrollo municipal. Estas entidades operan con independencia administrativa y financiera, aunque coordinan sus acciones con la Administración Central para garantizar la coherencia en la ejecución de las políticas públicas.
Esta estructura organizacional refleja el compromiso de Acevedo con una gestión pública eficiente, transparente y participativa, orientada al desarrollo sostenible y al mejoramiento continuo de la calidad de vida de sus habitantes.
Empresas Públicas de Acevedo
Las Empresas Públicas de Acevedo, conocidas como EMPACEVEDO S.A.S. E.S.P., son la entidad encargada de la prestación de servicios públicos domiciliarios en el municipio de Acevedo, Huila. Su misión principal es ofrecer servicios de acueducto, alcantarillado y aseo, con el objetivo de mejorar la calidad de vida de los habitantes y promover el desarrollo económico y social de la región. 
Servicios Prestados
- Acueducto: EMPACEVEDO administra el sistema de abastecimiento de agua potable para la zona urbana de Acevedo. Este sistema, construido hace aproximadamente 60 años, funciona completamente por gravedad. Aunque en documentos anteriores se mencionaba la cobertura en áreas rurales, la empresa ha aclarado que su servicio se limita al casco urbano del municipio.
- Alcantarillado: La empresa gestiona la recolección y tratamiento de aguas residuales, asegurando un manejo adecuado que contribuye a la salud pública y a la protección del medio ambiente.
- Aseo: EMPACEVEDO es responsable de la recolección, transporte y disposición final de los residuos sólidos generados en el municipio. Para el tratamiento y disposición final de estos residuos, la empresa ha establecido contratos con entidades especializadas, garantizando un manejo eficiente y sostenible de los desechos.

Compromiso con la Comunidad
Además de sus funciones principales, EMPACEVEDO se dedica al mantenimiento y mejoramiento de las infraestructuras relacionadas con sus servicios. Esto incluye la recuperación de zonas verdes y la realización de trabajos preventivos y correctivos en las redes de acueducto y alcantarillado. Estas acciones buscan garantizar una prestación continua y de calidad, reflejando el compromiso de la empresa con el bienestar de la comunidad aceveduna. 
La empresa también ofrece servicios adicionales, como la instalación y mantenimiento de medidores de consumo, asegurando lecturas precisas y transparentes para los usuarios. 
Gestión y Liderazgo
A través de una gestión eficiente y un enfoque centrado en el usuario, EMPACEVEDO S.A.S. E.S.P. se consolida como una entidad clave en el desarrollo sostenible de Acevedo, comprometida con la excelencia en la prestación de servicios públicos y el mejoramiento continuo de la calidad de vida de sus habitantes.

### División Administrativa

#### Zona Urbana
La cabecera municipal de Acevedo está organizada en diversos barrios que constituyen el núcleo urbano del municipio. Estos barrios representan las unidades básicas de convivencia y organización comunitaria en el contexto urbano, caracterizados por su densidad poblacional y el acceso a servicios públicos básicos.
Barrios de la cabecera municipal:
- Barrio San Francisco
- Barrio Avenida Pastrana
- Barrio Andakí
- Barrio Centro
- Barrio La Inmaculada
- Barrio José Acevedo y Gómez
- Barrio La Paz
- Barrio Sicandes
- Barrio Girasoles
- Barrio Cristo Rey
- Barrio Villa Acevedo
- Barrio Santa Catalina
- Barrio Emmanuel

Cada uno de estos barrios se encuentra articulado al sistema urbano mediante vías principales y secundarias que facilitan la movilidad interna y la conectividad con áreas rurales adyacentes.

#### Periferia Urbana
En las áreas periféricas de la cabecera municipal, Acevedo cuenta con una serie de veredas que funcionan como zonas de transición entre lo urbano y lo rural. Estas veredas poseen un menor grado de urbanización y están caracterizadas por actividades agropecuarias de subsistencia y pequeñas explotaciones agrícolas.
Veredas de la periferia urbana:
- Anayaco
- Carbona
- Independencia
- Las Mercedes
- Mesa Alta
- Mirador

Estas áreas periféricas desempeñan un rol fundamental en el suministro de recursos agrícolas y materias primas para la cabecera municipal, además de mantener tradiciones culturales y prácticas sociales propias del contexto rural huilense.

#### Centros Poblados
Acevedo ejerce jurisdicción sobre varios centros poblados, los cuales se constituyen como núcleos de desarrollo local en áreas rurales. Estos centros funcionan como puntos de prestación de servicios básicos (educación, salud, comercio) para la población rural circundante, promoviendo la integración regional y el desarrollo comunitario.

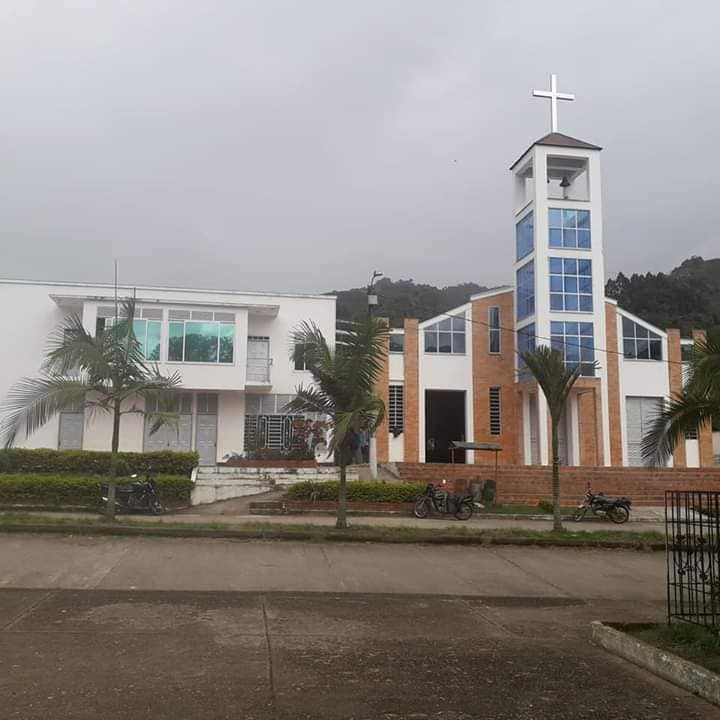
Parroquia Nuestra Señora del Perpetuo Socorro San Adolfo Acevedo.

Centros poblados bajo la jurisdicción de Acevedo:
- El Carmen
- Pueblo Viejo
- San Adolfo
- San Marcos
- Marticas

Cada centro poblado cuenta con una estructura administrativa local que se coordina con la cabecera municipal para la ejecución de planes de desarrollo y la prestación de servicios públicos esenciales.

#### 4. Zona Rural
El área rural del municipio de Acevedo está dividida en un conjunto de veredas que representan la unidad administrativa básica en el ámbito rural colombiano. Las veredas de Acevedo son reconocidas por su vocación agropecuaria, con actividades económicas centradas en la agricultura (especialmente café y frutas) y la ganadería.
Veredas de la zona rural de Acevedo:
- Bateas
- Bombonal
- Bajo Encanto
- Buenavista
- Encanto
- Olivos
- Paraíso
- Delicias
- Bolívar
- El Cedral
- El Recreo
- San Antonio
- San Antonio De Las Minas
- San José De Llanitos
- Brisas
- Cristo Rey
- Mesón
- La Victoria
- Ángeles
- El Diviso
- La Marimba
- San José De Corinto
- La Unión
- Marticas
- Buenos Aires
- El Carmelo
- La Estrella
- Llanitos
- La Montosa
- La Tijiña
- Aguas Claras
- Berlín
- La Colonia
- La Esperanza
- Guaduales
- La Ilusión
- Montañita
- La Monus
- El Porvenir
- El Rubí
- Siberia
- La Cristalina
- San Isidro
- Cantarito
- Palacios
- La Palma
- Santa Ana
- El Silencio
- San José de Riecito
- Cardal
- La Esmeralda
- Fracción Pinos
- El Jardín
- Monserrate
- Playitas
- La Tocora
- Villa Fátima
- La Cabaña
- Los Laureles
- Peñas Blancas
- El Salado
- San Luís
- Versalles
- La Pedregosa
- Santo Domingo
- Florida
- Nuevo Horizonte
- La Barniza
- Primavera

Las veredas están organizadas bajo un esquema de participación comunitaria a través de Juntas de Acción Comunal (JAC), las cuales representan los intereses de los habitantes ante la administración municipal y promueven el desarrollo integral de las comunidades rurales.

Junta de Acción Comunal

#### Administración Local
Cada una de las unidades administrativas (barrios, veredas y centros poblados) cuenta con una Junta de Acción Comunal (JAC), la cual ejerce funciones de representación comunitaria y participación ciudadana. Las JAC son entidades reconocidas por la legislación colombiana como órganos de gestión comunitaria, responsables de la planeación y ejecución de programas locales de desarrollo.
Asimismo, la administración municipal de Acevedo coordina el desarrollo de proyectos de infraestructura, educación, salud y servicios públicos en todas las áreas urbanas y rurales, garantizando un enfoque territorial integral en la prestación de servicios básicos y el fomento del desarrollo socioeconómico.

## Historia

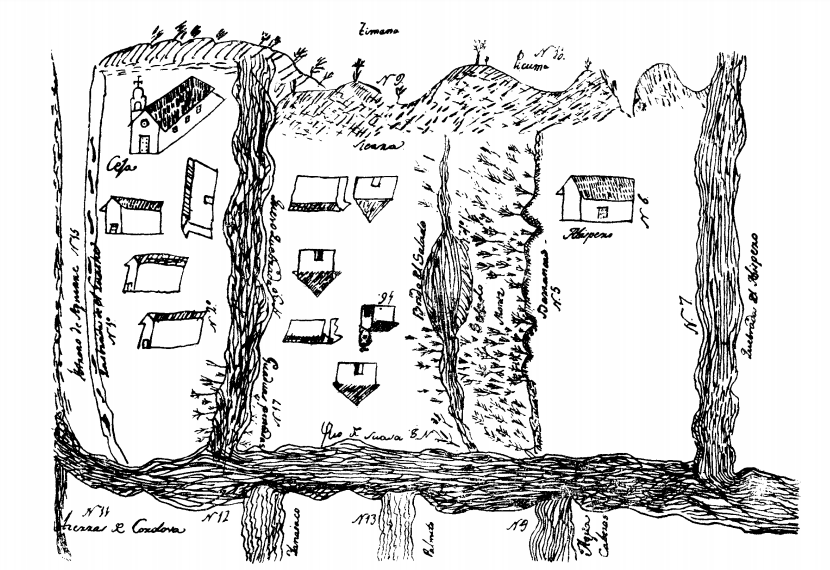

### SigloVII-SigloXVI: Inicios
La historia de Acevedo se remonta a sus raíces indígenas, vinculadas a la nación Andakí, que llegó a Colombia alrededor del año 700. Sin embargo, los registros más detallados aparecen en el siglo XVII. Durante este periodo, la región era un enclave estratégico en el Valle del Suaza, habitado por comunidades andakíes que vivían en contacto constante con la selva y mantenían una relación compleja con los colonizadores españoles.

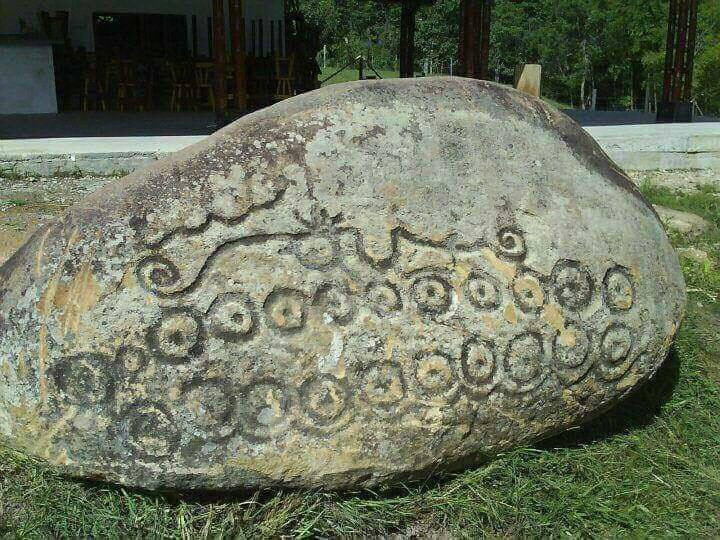
Petroglifo Tijiña

En 1722, el Capitán Pedro Jovel de Lazada llevó a siete familias Andakí fuera de la selva hacia el Valle del Suaza, donde les otorgó tierras en "Guaduas Pintadas", en presencia del Obispo de Popayán, Juan Gómez de Frías. En este lugar se fundó el pueblo de San Francisco Javier. Se construyeron iglesias y viviendas, estableciendo un asentamiento estable con una organización social bajo la supervisión eclesiástica. Las tierras asignadas permitieron a los Andakí una ocupación pacífica y productiva, cultivando y beneficiando el terreno sin obstáculos externos.
La misión franciscana en San Francisco Javier de los Andaquíes, hoy conocido como Pueblo Viejo, desempeñó un papel crucial en la “reducción” de los indígenas Andakí. Este proceso formó parte de la estrategia colonial para reorganizar social y territorialmente a las comunidades indígenas bajo el dominio español. Los franciscanos establecieron dos centros religiosos: San Antonio y San Francisco Javier. San Antonio llegó a tener un convento, pero fue abandonado más tarde. Por otro lado, San Francisco Javier se consolidó en tierras donadas por Doña Helena de Valderrama en 1756, convirtiéndose en un asentamiento permanente. Durante este tiempo, comenzó la veneración de la imagen de San Francisco Javier, un símbolo de identidad y fe para la comunidad.

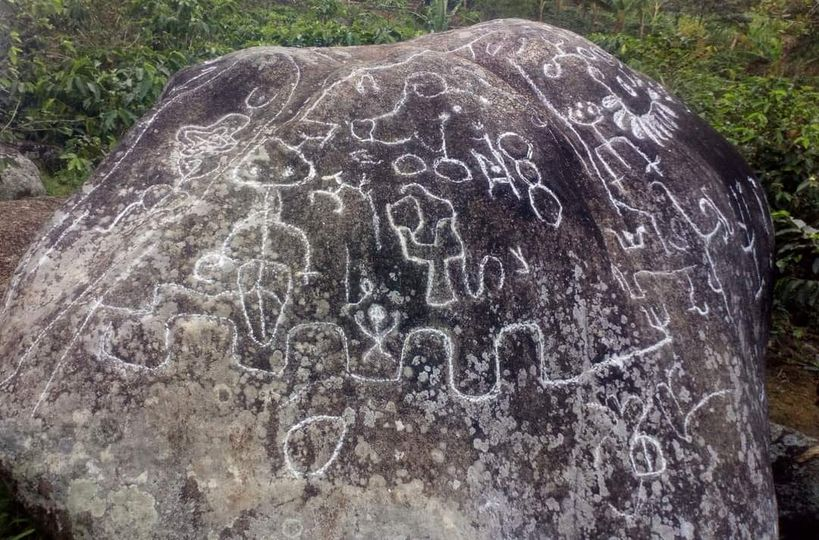
Petroglifo Tijiña

El periodo comprendido entre los siglos XVII y XVIII estuvo marcado por tensiones y adaptaciones culturales. La evangelización fue una herramienta poderosa de reorganización social, ya que no solo buscó la conversión religiosa, sino también la transformación de las estructuras políticas y económicas locales. Los indígenas Andakí experimentaron un proceso de aculturación, enfrentándose a la imposición de nuevas prácticas agrícolas, formas de trabajo y sistemas de autoridad. Sin embargo, lograron preservar aspectos fundamentales de su identidad cultural, adaptándose y resistiendo a las presiones coloniales.
Este proceso de asentamiento no estuvo exento de conflictos. La región era estratégicamente importante para los españoles, ya que conectaba rutas comerciales y militares cruciales. La resistencia andakí, aunque finalmente reducida, fue significativa en la configuración del territorio y en la creación de la identidad regional. Las relaciones con los colonos no siempre fueron armoniosas; hubo disputas por tierras y recursos que influyeron en el desarrollo económico y social de la región.
En conclusión, la historia temprana de Acevedo refleja la compleja interacción entre la influencia indígena y la colonización española. La fundación de San Francisco Javier y la misión franciscana fueron fundamentales para la consolidación de la presencia colonial en el Valle del Suaza. Al mismo tiempo, las experiencias de resistencia y adaptación de los Andakí enriquecen el entendimiento de los procesos históricos que dieron forma a la identidad cultural y social de Acevedo.

### SigloXVII: Fundaciones y Transformaciones
Acevedo, fue escenario de interacciones significativas entre las comunidades indígenas andakí y las autoridades coloniales españolas. Los andakí, habitantes originales de esta zona, se caracterizaban por su resistencia y habilidades guerreras, ocupando las cabeceras de los ríos Pescado, Fragua, Bodoquera y otros afluentes del Orteguaza y Caquetá. Desde estos territorios, realizaban incursiones en las fundaciones españolas, manteniendo en constante alerta a los colonos del Valle del Alto Magdalena y a los misioneros en las orillas de los ríos Putumayo y Caquetá.
A principios del siglo XVII, debido a los continuos ataques de los andakí, una tribu de indios yaqua que habitaba las cabeceras del río Suaza fue trasladada por su encomendero al Valle del río Magdalena, buscando protegerlos de las incursiones andakí y asegurar la estabilidad de la región.

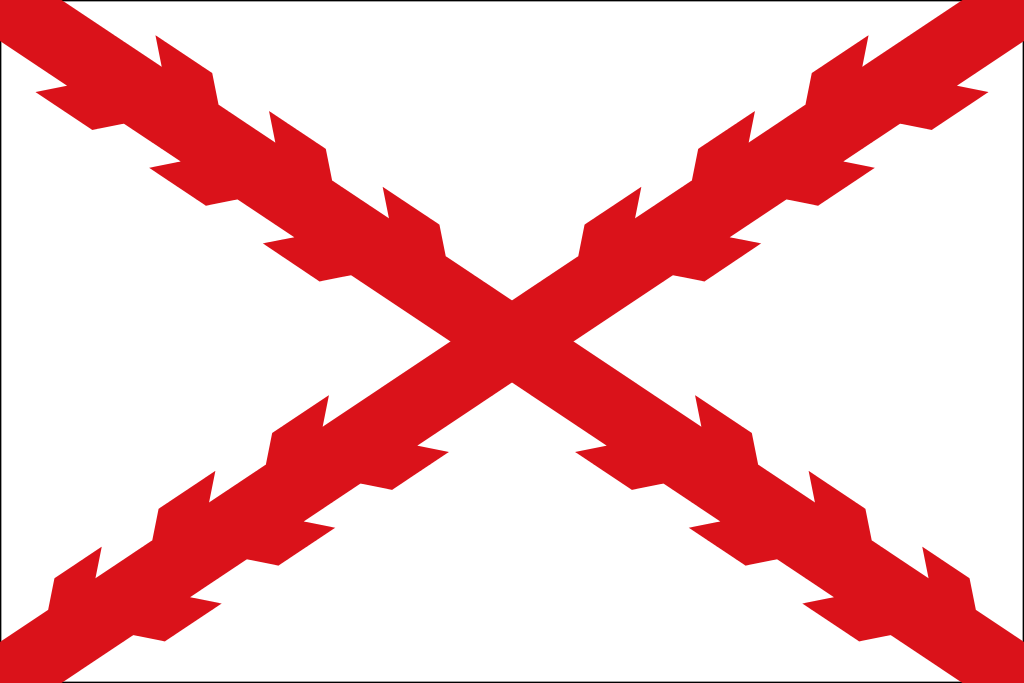
Imperio Español

Durante este período, también se registraron movimientos de población y cambios en los asentamientos. Por ejemplo, el abandono de San Antonio y la reubicación de San Francisco Javier, que finalmente se asentó en su emplazamiento actual. Estos cambios reflejan la dinámica y compleja interacción entre las comunidades indígenas y las autoridades coloniales en la región durante los siglos XVII y XVIII.

### SigloXVIII: Misiones

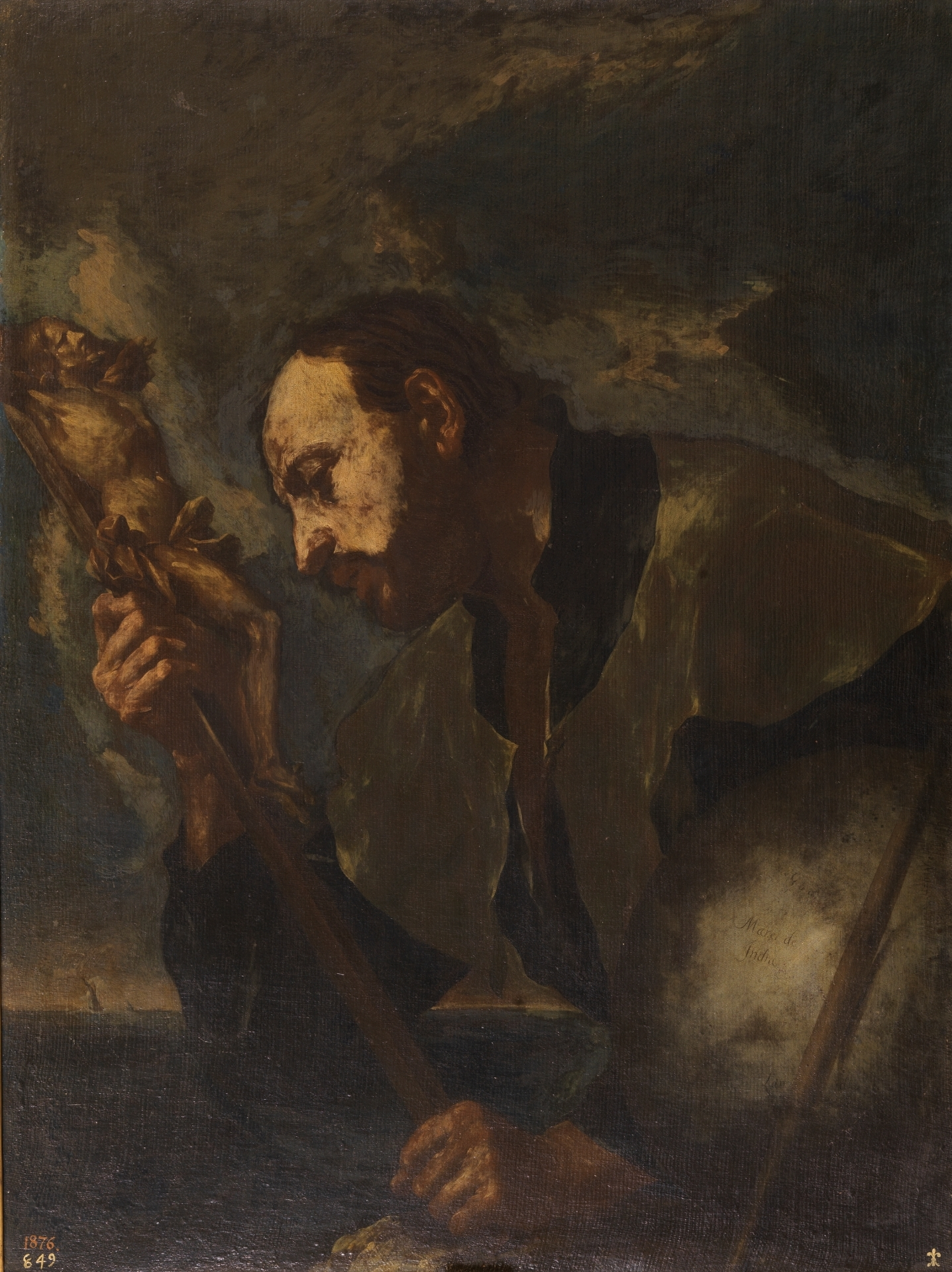
San Francisco Javier

Durante el siglo XVIII, la región conocida como La Ceja de los Andakí desempeñó un papel crucial en las misiones de la Propaganda Fide de Popayán. Esta área, atravesada por el valle del río Suaza, se convirtió en la principal ruta hacia la vasta selva amazónica. En 1752, la Propaganda Fide asumió la responsabilidad de las misiones en la región de los Andakí, consolidando la importancia estratégica de La Ceja como "escala de misiones". 
La necesidad de acceder a la Amazonía impulsó a misioneros y comerciantes a aventurarse por el camino que conectaba el valle del Suaza con el río Pescado, afluente del Orteguaza. Este recorrido atravesaba lugares como "La Estrella" y continuaba por los ríos Orteguaza y Caquetá, siguiendo la trocha Tagua-Caucayá, y marcaba el trayecto hacia numerosas y efímeras fundaciones misioneras. Para evitar el contrabando de mercancías desde Brasil, se prohibió el paso por Pasto y Mocoa, lo que subraya la relevancia estratégica de la ruta por el valle del Suaza y La Ceja de los Andakí en el contexto del siglo XVIII. 
A pesar de su papel como "escala de misiones", los informes de la época describen un panorama desolador de La Ceja de los Andakí. Lejos de ser un centro próspero, la región estaba habitada por aventureros y miembros de la tribu Ioragida. La población indígena andakí, en proceso de debilitamiento, abandonó su lengua y se mestizó, perdiendo así parte de su identidad cultural. Un informe misionero de 1773 ofrece una instantánea de la situación en ese momento, destacando los desafíos y transformaciones que experimentó la región a lo largo del siglo XVIII. 

### SigloXIX: Independencia y Desarrollo
A principios del siglo XIX, la región de Acevedo, conocida entonces como La Ceja de los Andaquíes, experimentó transformaciones significativas debido a diversos factores económicos y sociales. Uno de los eventos más destacados fue la "fiebre del caucho" en la selva amazónica, que impactó directamente a esta zona.

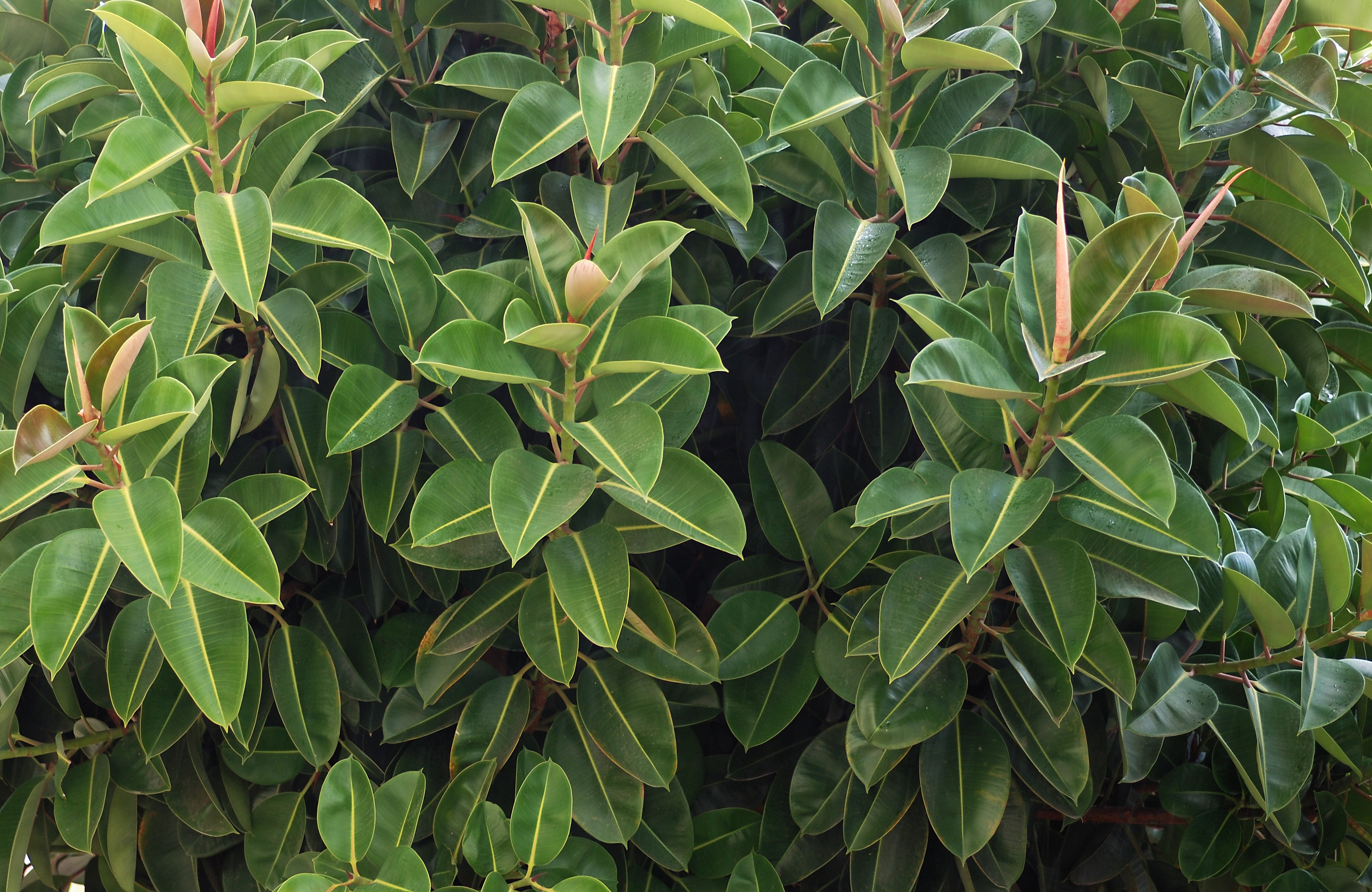
Árbol de Caucho

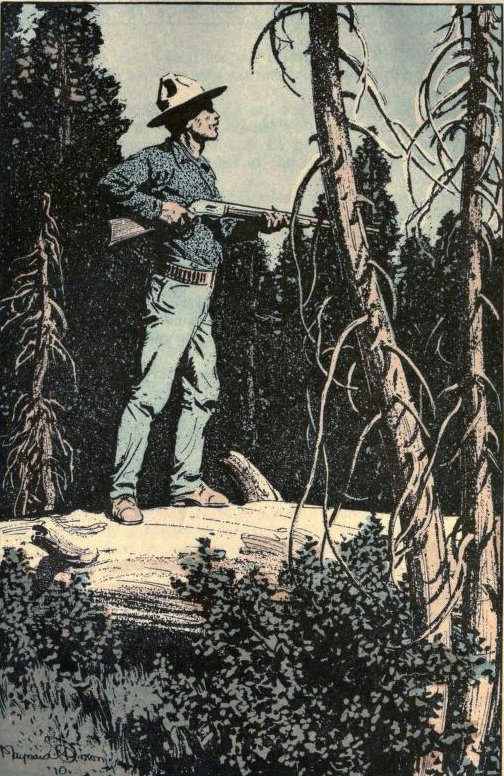
rifles Winchester

La explotación del caucho se convirtió en una actividad económica central. Empresarios, como los hermanos Gutiérrez, establecieron almacenes y agencias en el pueblo de La Ceja para facilitar el comercio de este valioso recurso. Para optimizar el transporte, se abrió la trocha "La Mene", permitiendo el despacho de mercancías destinadas al intercambio por caucho. Además de bienes comerciales, también se transportaban armas de fuego, como rifles Winchester y Mauser, utilizadas en procesos de colonización y defensa. 
La logística del comercio del caucho dependía en gran medida de recuas de mulas que transitaban entre Neiva y La Concepción, el nuevo nombre de La Ceja de los Andaquíes. Estas caravanas transportaban el preciado "oro negro" hacia el oriente y retornaban con mercancías para abastecer la creciente demanda local. Tanto indígenas como colonos participaban en estas travesías, llevando cargas que oscilaban entre dos y cinco arrobas (aproximadamente 25 a 62.5 kg) a través de la cordillera hasta el puerto en el río Pescado. Desde allí, las mercancías se distribuían por los ríos Caquetá y Putumayo mediante diversas agencias establecidas en la región. 
Este auge económico atrajo a aventureros y comerciantes, transformando la dinámica social y cultural de la región. Sin embargo, también trajo desafíos, como la explotación laboral y el desplazamiento de comunidades indígenas. La intensa actividad económica y migratoria dejó una huella profunda en la historia de Acevedo, configurando su identidad y desarrollo en las décadas siguientes.

### SigloXX: Transformaciones y Nombres
A lo largo del siglo XX, Acevedo, conocido anteriormente como La Concepción, experimentó una serie de transformaciones significativas que moldearon su identidad y estructura social. Estos cambios estuvieron marcados por eventos naturales, decisiones administrativas y dinámicas sociales que impactaron profundamente a la comunidad local.
Cambios Administrativos y Reconstrucción

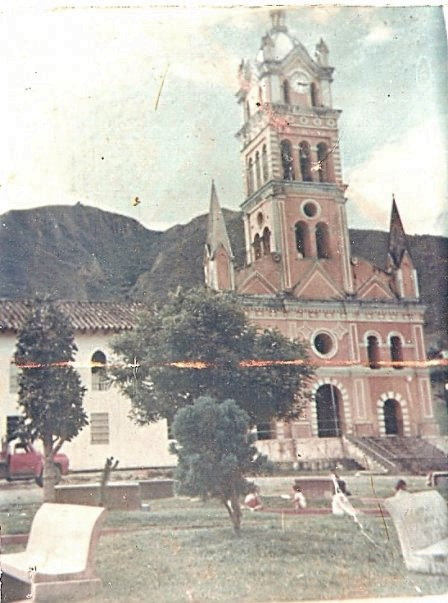
Parroquia San Francisco Javier en La Concepción hoy Acevedo, antes de Terremoto de 1967.

En 1898, mediante la Ordenanza N.° 32, se estableció oficialmente el municipio bajo el nombre de La Concepción. Posteriormente, en 1935, se adoptó el nombre de Acevedo en honor al prócer de la independencia José Acevedo y Gómez. Este cambio reflejó un reconocimiento a la historia nacional y una reafirmación de la identidad local.
Un evento que dejó una huella profunda en la comunidad fue el devastador terremoto del 9 de febrero de 1967. Con una magnitud de 7.2 y epicentro en el departamento del Huila, este sismo causó estragos en varias regiones, incluyendo Acevedo. La Parroquia San Francisco Javier sufrió daños significativos, lo que llevó a un arduo proceso de reconstrucción y resiliencia por parte de los habitantes.
Transformaciones Sociales y Conflictos de Tierra
A principios del siglo XX, específicamente en 1906, el Concejo Municipal de La Concepción, amparado en la ley de resguardos de 1889, destinó setenta hectáreas de terrenos de resguardos indígenas para expandir el área poblacional. Aunque no se registraron oposiciones formales por parte de la comunidad indígena en ese momento, esta decisión alteró la dinámica territorial tradicional. La llegada de colonos mestizos y blancos generó tensiones relacionadas con la propiedad de la tierra, límites territoriales y uso de recursos naturales. Estas disputas reflejaron los desafíos de integrar diferentes culturas y sistemas de tenencia de la tierra en un espacio compartido.
Pérdida de Documentación Histórica
En 1918, un incendio en la alcaldía de La Concepción resultó en la pérdida irreparable de documentos históricos, incluyendo registros valiosos de la época cauchera. Esta tragedia archivística creó vacíos en la comprensión detallada de eventos y decisiones cruciales de ese período, complicando los esfuerzos de historiadores y de la comunidad por reconstruir su pasado con precisión.
Resiliencia Comunitaria
A pesar de los desafíos, la comunidad de Acevedo ha demostrado una notable capacidad de adaptación y resiliencia. La reconstrucción tras el terremoto de 1967 y la continua defensa de sus derechos territoriales evidencian un espíritu colectivo orientado hacia la preservación de su identidad y patrimonio cultural. Estas experiencias han fortalecido el tejido social y han consolidado un sentido de pertenencia y orgullo entre los habitantes.
Sismo de 1967

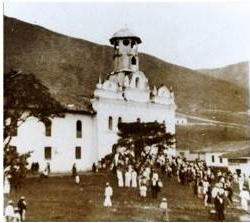
Parroquia San Francisco Javier Durante el Terremoto 1967

El 9 de febrero de 1967, a las 10:24 de la mañana, un sismo de magnitud 7.2 sacudió Colombia, con epicentro en el departamento del Huila. Este terremoto afectó gravemente a los departamentos de Huila, Caquetá y Tolima, causando el colapso y daño severo de numerosas edificaciones. En total, más de 1.000 viviendas fueron destruidas, alrededor de 1.500 quedaron semidestruidas y más de 5.000 resultaron averiadas. El número de víctimas mortales superó el centenar, y más de 200 personas resultaron heridas. 

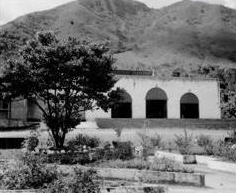
Parroquia San Francisco Javier en la Concepción hoy Acevedo después del Terremoto Reconstrucción.

En Acevedo, la Parroquia San Francisco Javier sufrió daños significativos debido al sismo. La comunidad local enfrentó enormes desafíos en la reconstrucción de la infraestructura afectada y en la atención a las necesidades de los damnificados. Este evento sísmico dejó una huella profunda en la historia de Acevedo, evidenciando la vulnerabilidad de la región ante desastres naturales y resaltando la resiliencia de sus habitantes en tiempos de adversidad.
El terremoto también provocó fenómenos naturales como licuación de suelos, deslizamientos y agrietamientos del terreno en 21 localidades de Huila y Tolima, lo que obstruyó carreteras y paralizó el tráfico durante varios días. En Neiva, la capital del Huila, se reportaron 19 fallecidos y más de 200 heridos. 
Este sismo se sintió en gran parte del territorio colombiano e incluso en algunas zonas de Ecuador. En Bogotá, la intensidad del temblor causó pánico entre los habitantes, obligando a muchos a evacuar los edificios. Varias estructuras presentaron grietas considerables, y algunas quedaron inservibles. 
En los tres días posteriores al terremoto, se registraron alrededor de 20 réplicas, y hasta el 9 de marzo de 1967, la estación sismológica de Bogotá contabilizó un total de 350 réplicas. 
El terremoto del 9 de febrero de 1967 es recordado como uno de los más devastadores en la historia de Colombia, dejando una marca imborrable en las comunidades afectadas y destacando la importancia de la preparación y respuesta ante desastres naturales.

### SigloXXI: Progreso y Referente Nacional

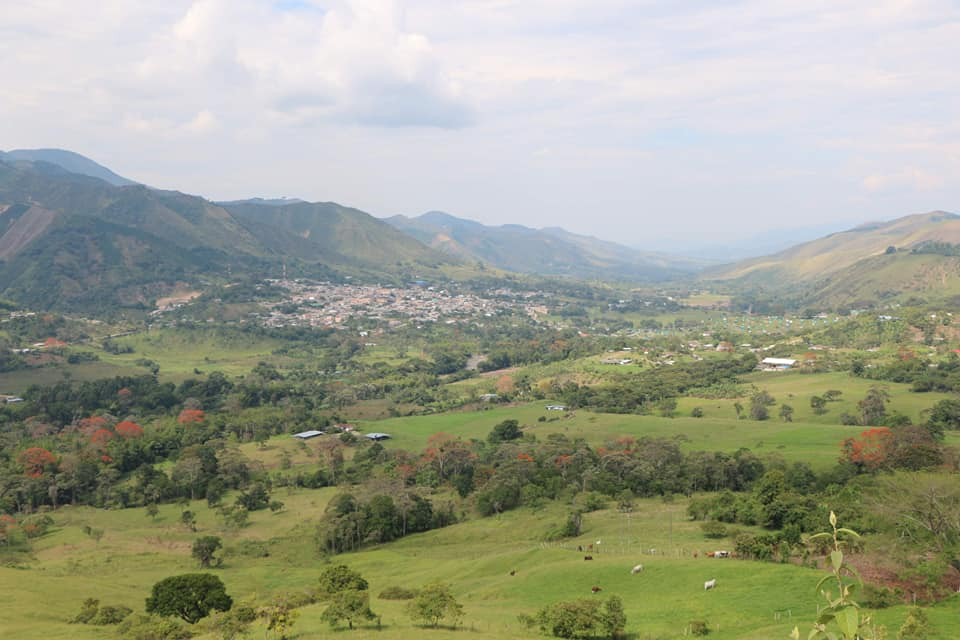
Vista panorámica de Acevedo

En el siglo XXI, Acevedo ha consolidado su posición como un municipio destacado a nivel nacional e internacional, gracias a su progreso económico, riqueza cultural y compromiso con el desarrollo sostenible.
Desarrollo Económico y Agroindustria
La economía de Acevedo se ha fortalecido notablemente, con la agricultura como pilar fundamental. El municipio es reconocido por su significativa producción de café, contribuyendo al Huila como el principal productor nacional, con aproximadamente 100.000 hectáreas cultivadas y una producción anual de 120.000 toneladas. Además del café, Acevedo ha diversificado su producción agrícola, incluyendo cultivos de arroz, plátano y cacao, lo que ha dinamizado la economía local y mejorado la calidad de vida de sus habitantes. 
Turismo y Cultura

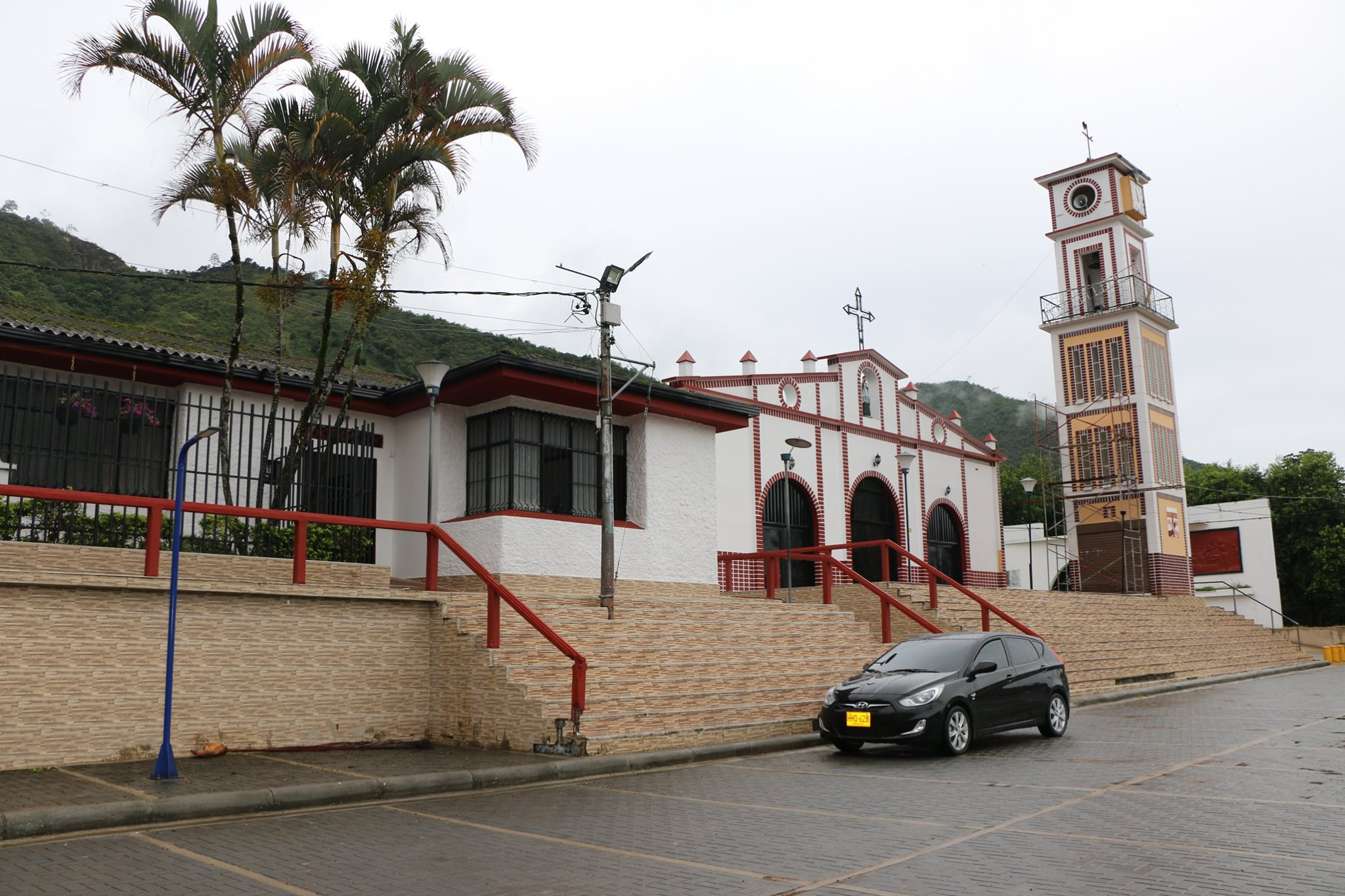
Parroquia San Francisco Javier

El potencial turístico de Acevedo ha sido objeto de atención en planes de desarrollo recientes. En 2013, se elaboró un Plan Sectorial de Turismo con un horizonte de doce años, buscando posicionar al municipio como un destino atractivo para visitantes nacionales e internacionales. Este plan destaca la riqueza natural de Acevedo, incluyendo paisajes exuberantes y una biodiversidad notable, así como su patrimonio cultural, reflejado en festividades locales y tradiciones arraigadas. 
Infraestructura y Planificación

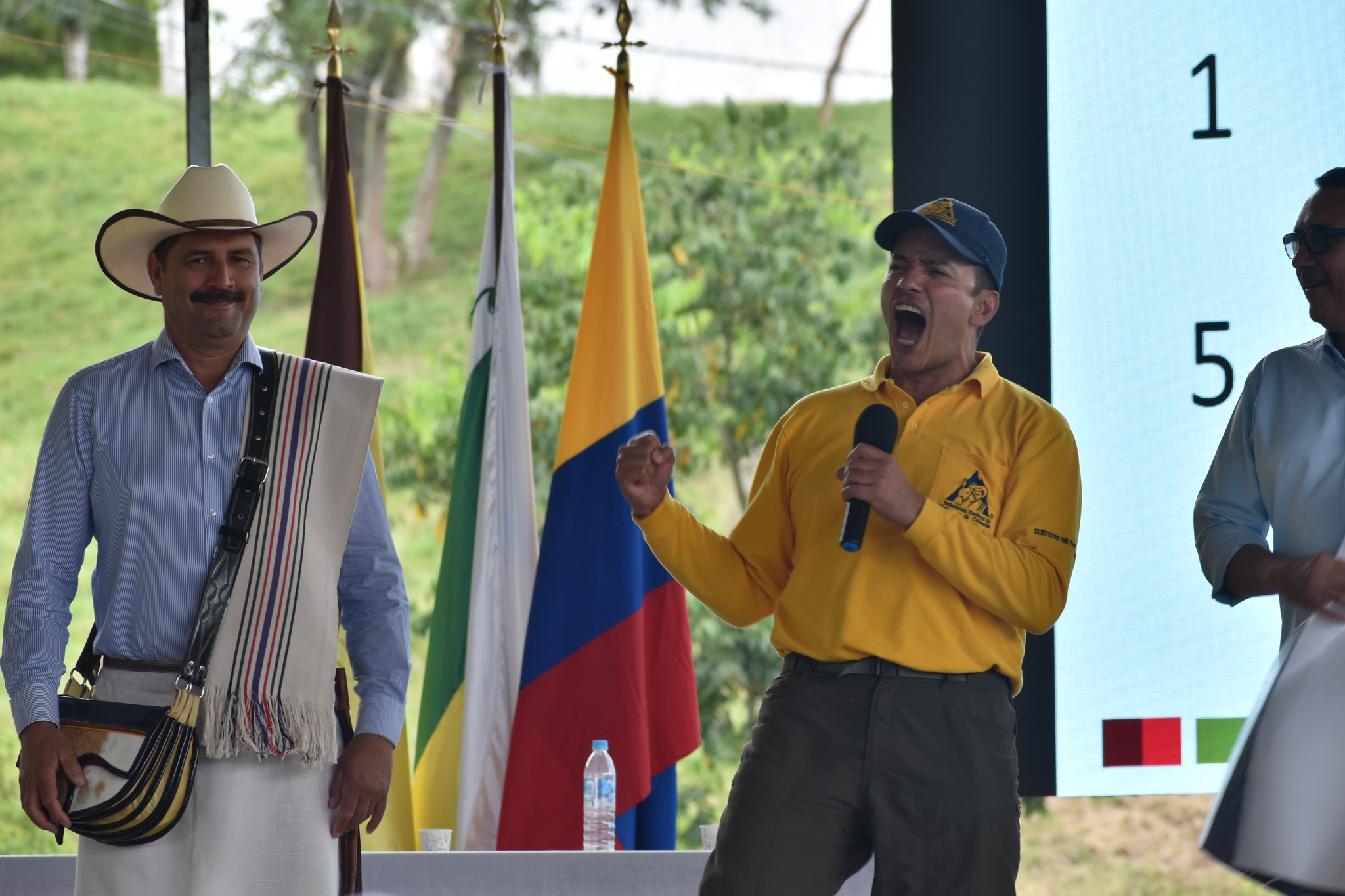
Feria Café de Origen

El municipio ha implementado políticas orientadas al desarrollo sostenible y la mejora de la infraestructura. En 2024, se adoptó el Acuerdo No. 007, que establece planes y programas de desarrollo económico y social, con énfasis en la modernización de servicios públicos, educación y salud. Estas iniciativas buscan elevar la calidad de vida de la población y promover un crecimiento equilibrado y sostenible. 
Identidad y Futuro Prometedor
La rica historia de Acevedo, marcada por la influencia indígena y los procesos de colonización, ha forjado una identidad única. La comunidad aceveduna se caracteriza por su hospitalidad y dedicación, elementos que, junto con las políticas de desarrollo implementadas, proyectan un futuro prometedor para el municipio. Acevedo se perfila como un referente nacional en términos de progreso económico, cultural y social en el siglo XXI.

## Geografía

### Límites
El municipio de Acevedo se encuentra ubicado en una posición estratégica en el departamento del Huila, rodeado por una impresionante geografía que define sus límites:
Norte: Limita con el municipio de Suaza, y esta frontera se traza desde el nacimiento de la quebrada Queso en el cerro de Mesa Alta. Desde allí, sigue aguas abajo hasta la desembocadura de esta en el río Suaza, y luego continúa hacia arriba por el río Suaza hasta su origen en la cordillera.
Sur: Su límite sur es compartido con los municipios de San José del Fragua en el departamento de Caquetá y Piamonte en el departamento de Cauca. Este límite sigue el filo de la cordillera oriental, pasando por los picos de la Fragua y el cerro Punta hasta encontrar el nacimiento del río Mandiyaco.
Oriente: Colinda con el municipio de Belén de los Andaquíes en el departamento de Caquetá. La frontera con Belén se extiende desde el nacimiento de la quebrada Anayaco, siguiendo una dirección suroeste a lo largo del filo de la cordillera oriental hasta los picos de la Fragua.
Occidente: Limita con los municipios de Palestina y Timaná. Desde el nacimiento del río Mandiyaco, la frontera se dirige hacia el norte hasta el punto conocido como el Alto de Riecito. Luego se conecta con el municipio de Timaná, extendiéndose desde este punto hasta el cerro de Mesa Alta.
Los límites de Acevedo no solo definen su territorio, sino que también encapsulan una vasta riqueza natural. Ríos, quebradas, picos montañosos y exuberante vegetación se entrelazan a lo largo de sus fronteras, creando un escenario de belleza natural. La geografía y la naturaleza de Acevedo se fundan con su territorio, proporcionando un entorno único y diverso para los visitantes y habitantes de este hermoso rincón del Huila.

### Orografía

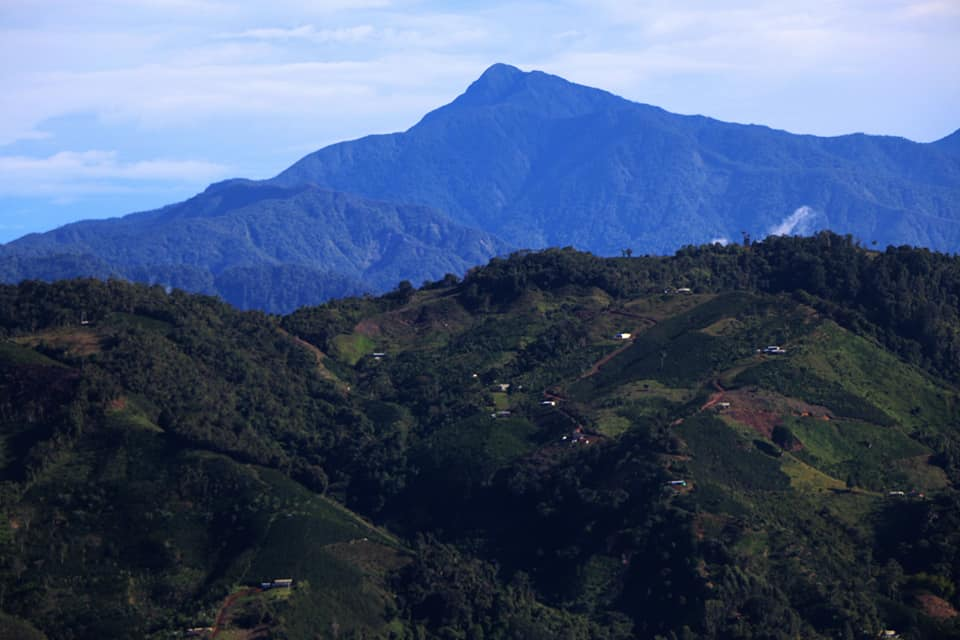
Cerro Punta Acevedo

El municipio de Acevedo, se encuentra enmarcado por la majestuosa Cordillera Oriental y su ramal conocido como la Serranía de la Ceja. Esta orografía influye de manera significativa en el paisaje y el entorno natural de la región, dotándola de una belleza escénica impresionante.
La Cordillera Oriental y la Serranía de la Ceja funcionan como límites naturales que orientan el municipio hacia el norte. Estas formaciones montañosas contribuyen a la geografía única de Acevedo y brindan oportunidades para la exploración y el ecoturismo.
Dentro del territorio municipal se encuentran varias elevaciones notables, que incluyen el Cerro Punta, que se extiende hacia el norte en forma de serranía. Bajo el Cerro Punta se encuentra la impresionante Cueva de Los Guácharos, un lugar de gran interés natural y turístico.
La Cueva de Los Guácharos es famosa por su biodiversidad única y sus formaciones rocosas subterráneas, lo que la convierte en una maravilla de la naturaleza.
Además del Cerro Punta y la Serranía de la Ceja, otras alturas destacadas en el municipio de Acevedo incluyen la Mesa Alta, ubicada en los límites con Suaza, y el filo del Frisol, que marca los límites con Timaná. Estas elevaciones contribuyen a la variada topografía del área y ofrecen oportunidades para actividades al aire libre y aventuras en la naturaleza.
La depresión de La Ceja, que se encuentra sobre la cordillera, es un punto de interés geográfico a una altitud de aproximadamente 2000 metros sobre el nivel del mar. Esta depresión es particularmente significativa porque representa la menor altitud que alcanza la Cordillera Oriental a lo largo de su extensión.
La orografía de Acevedo, está definida por la imponente Cordillera Oriental y la Serranía de la Ceja, así como por diversas elevaciones que aportan a la belleza y la diversidad natural de la región. Estas características geográficas hacen de Acevedo un lugar único para la exploración y el disfrute de la naturaleza.

### Hidrografía
El municipio de Acevedo desempeña un papel fundamental en la subcuenca del río Suaza, ya que es el lugar de nacimiento de este río. Representa el 40% del área total de la subcuenca y actúa como una importante zona de recarga hídrica. Además, alrededor del 70% del territorio municipal está cubierto de bosques, lo que garantiza la disponibilidad de agua para el consumo humano, actividades agrícolas y la generación de energía.
La subcuenca también incluye las quebradas La Queso y Anayaco, que son cruciales para la región. La quebrada La Queso tiene un caudal promedio de 5.8 litros por segundo y se utiliza para abastecer el acueducto de la vereda y riego en cultivos de habichuela y tomate. Por otro lado, la quebrada Anayaco tiene un caudal promedio de 7,3 litros por segundo y es utilizada para el consumo de familias del municipio de Acevedo, a través de acueductos individuales.
La hidrografía de Acevedo no solo es esencial para la disponibilidad de agua en la región, sino que también desempeña un papel vital en la vida de la comunidad y en la actividad agrícola de la zona.

### Sostenibilidad ambiental
La sostenibilidad ambiental en el municipio de Acevedo, Huila, se fundamenta en la protección y gestión de diversos ecosistemas clave que contribuyen a la conservación de la biodiversidad y al equilibrio ecológico de la región.
Serranía de la Ceja o Peñas Blancas
La Serranía de la Ceja, también conocida como Peñas Blancas, es una extensión de la Cordillera Oriental que delimita naturalmente a Acevedo de los municipios vecinos: Palestina, Pitalito y Timaná. Este ecosistema es vital para la región debido a su riqueza en recursos hídricos y su abundante cobertura forestal, incluyendo extensos bosques de roble negro. En 2016, se reconoció su importancia ecológica mediante la creación del Distrito Regional de Manejo Integrado (DRMI) Serranía de Peñas Blancas, abarcando aproximadamente 32 793 hectáreas. 
Parque Nacional Natural Serranía de los Churumbelos Auka-Wasi
Este parque nacional se extiende por varias regiones, incluyendo áreas dentro del municipio de Acevedo. Protege una vasta diversidad de flora y fauna, y desempeña un papel crucial en la conservación de los ecosistemas andinos y amazónicos.
Parque Natural Regional Corredor Biológico Guácharos-Puracé
Establecido en 2007 por la Corporación Autónoma Regional del Alto Magdalena (CAM), este corredor biológico se sitúa en el Macizo Colombiano y abarca territorios de los municipios de Acevedo, Pitalito y Palestina, entre otros. Con una extensión de 62 685 hectáreas, el corredor conecta importantes áreas protegidas como los parques nacionales naturales Puracé, Cueva de los Guácharos, Serranía de los Churumbelos y Alto Fragua Indi-Wasi, además de parques naturales municipales. 
Esta interconexión de áreas protegidas facilita el flujo genético de especies y la preservación de hábitats críticos.
La gestión sostenible de estos espacios naturales refleja el compromiso de Acevedo con la conservación ambiental y el desarrollo sostenible, asegurando la protección de sus valiosos recursos naturales para las generaciones presentes y futuras.

### Clima
El clima en Acevedo, se caracteriza por ser agradable y templado a lo largo del año. Con temperaturas promedio que varían entre los 17 °C y los 25 °C.
Durante el día, las temperaturas suelen ser suaves, con máximas en el rango de los 25 °C. Por la noche, las temperaturas pueden bajar ligeramente, llegando a alrededor de los 17 °C.
La variación estacional en Acevedo es relativamente moderada. La época de lluvias se concentra principalmente entre abril y noviembre. El clima es más seco durante los meses de diciembre a marzo, cuando las probabilidades de lluvia son menores.

## Símbolos

### Escudo de Acevedo

Escudo de Acevedo

El Escudo de Acevedo, adoptado oficialmente mediante el Acuerdo No. 004 del 19 de mayo de 1993, es una representación heráldica que encapsula la riqueza natural, histórica y cultural del municipio de Acevedo, Huila. Su diseño, cuidadosamente elaborado, integra elementos que simbolizan aspectos geográficos, históricos y socioeconómicos de la región.

#### Descripción Heráldica
El escudo presenta una estructura rectangular vertical con una proporción de diez unidades de largo por ocho de ancho, y vértices inferiores redondeados, siguiendo el estilo del modelo español. Está enmarcado por una bordura angrelada de color gules (rojo), que simboliza la vitalidad y la fuerza de los habitantes de Acevedo.

#### Elementos Constitutivos
1. Nubarrones y Serranía de la Ceja: Ubicados en la parte superior del escudo, los nubarrones sobre la Serranía de la Ceja representan la geografía montañosa y el clima característico de la región, destacando la imponencia y majestuosidad de sus paisajes naturales.
2. Río Suaza: Este elemento simboliza la importancia hídrica del río Suaza, fuente vital para la economía local y recurso esencial para las actividades agrícolas y cotidianas de la comunidad.
3. Estalactitas, Estalagmitas y Guácharo: Estas figuras aluden a las formaciones geológicas presentes en las cavernas de la región y a la fauna endémica, como el guácharo, ave nocturna emblemática que habita en estas cuevas, reflejando la biodiversidad y riqueza natural del municipio.
4. Color Roca: El uso de tonalidades que evocan la roca hace referencia a la solidez y firmeza del territorio, así como a la resiliencia y determinación de sus habitantes.
5. Mano del Hombre y Espiga: Este conjunto simboliza la laboriosidad y el esfuerzo humano en las actividades agrícolas, representando la producción de cultivos como el café, que constituye un pilar fundamental en la economía local.

#### Divisiones e Inscripciones
El escudo se divide en secciones que contienen inscripciones de gran significado histórico:
- "Agosto de 1756": Inscripción que conmemora la fundación de San Francisco Javier de la Ceja de los Andaquíes, nombre original del asentamiento que dio origen al actual municipio de Acevedo.
- "Trabajo, Virtud y Valor": Lema que encapsula los valores fundamentales de la comunidad aceveduna, reflejando su ética de trabajo, integridad moral y coraje ante los desafíos.

Estas inscripciones están ubicadas en dos divisiones superiores de color amarillo, tonalidad que simboliza la riqueza, nobleza y abundancia de la región.

#### Significado Integral
El Escudo de Acevedo es más que un emblema; es una representación simbólica que integra los elementos naturales, históricos y culturales que han forjado la identidad del municipio. Cada componente del escudo ha sido seleccionado para destacar aspectos clave de la región, desde su geografía y biodiversidad hasta los valores y la historia de su gente, consolidándose como un símbolo de orgullo y pertenencia para todos los acevedunos.

### Himno
El Himno de Acevedo es una composición emblemática que enaltece la identidad, la historia y los valores del municipio de Acevedo, ubicado en el departamento del Huila, Colombia. Esta obra, escrita por el poeta y educador Ramón Luna Ramírez, refleja profundamente el orgullo y la esencia cultural de la comunidad aceveduna.

### Autor: Ramón Luna Ramírez
Ramón Luna Ramírez fue un destacado poeta y educador. Su vida estuvo dedicada al servicio de la educación y la cultura en su comunidad. A través de sus composiciones, incluyendo poesías, coplas, fábulas, himnos y villancicos, buscó resaltar el acontecer diario y las tradiciones de su pueblo. Su legado perdura como un testimonio del amor y compromiso hacia su tierra.

### Letra del Himno de Acevedo
Coro
Gloria al pueblo de Acevedo,
Bello símbolo de paz,
De trabajo y armonía,
De virtud y libertad.
Estrofas
1. Gloria al pueblo que ostenta orgulloso Del tribuno el nombre inmortal, Y que vela sus nobles despojos En el templo de augusto oquedal.
2. Gloria al pueblo que lleva en sus venas Sangre virgen de raza Andakí, Y la hidalga y ardiente de Iberia Que llevara en sus venas el Cid.
3. En sus rientes montañas y valles Se oye siempre la alegre canción Del trabajo y la paz cual del ave Sus cantigas que alaban a Dios.
4. En remotas edades, su río Un milagro de artista obró En la roca que halló en su camino Cuando inquieto hacia el norte marchó.
5. Un alcázar de góticas formas De magnética y honda atracción De aquella espelunca que asombra, De los guácharos bella mansión.
6. De este río de nostálgico acento Es el eco de un canto marcial; A sus márgenes fieros guerreros Iban siempre a cantar y a danzar.
7. Gloria al pueblo que ostenta hoy ufano Y orgulloso su fe y religión Y que guarda blasones sagrados De trabajo, virtud y valor.
8. Dios proteja por siempre a este pueblo Y defienda a sus hijos del mal Cual el ave a sus tiernos polluelos, Cual soldado a su patria y hogar.

## Economía

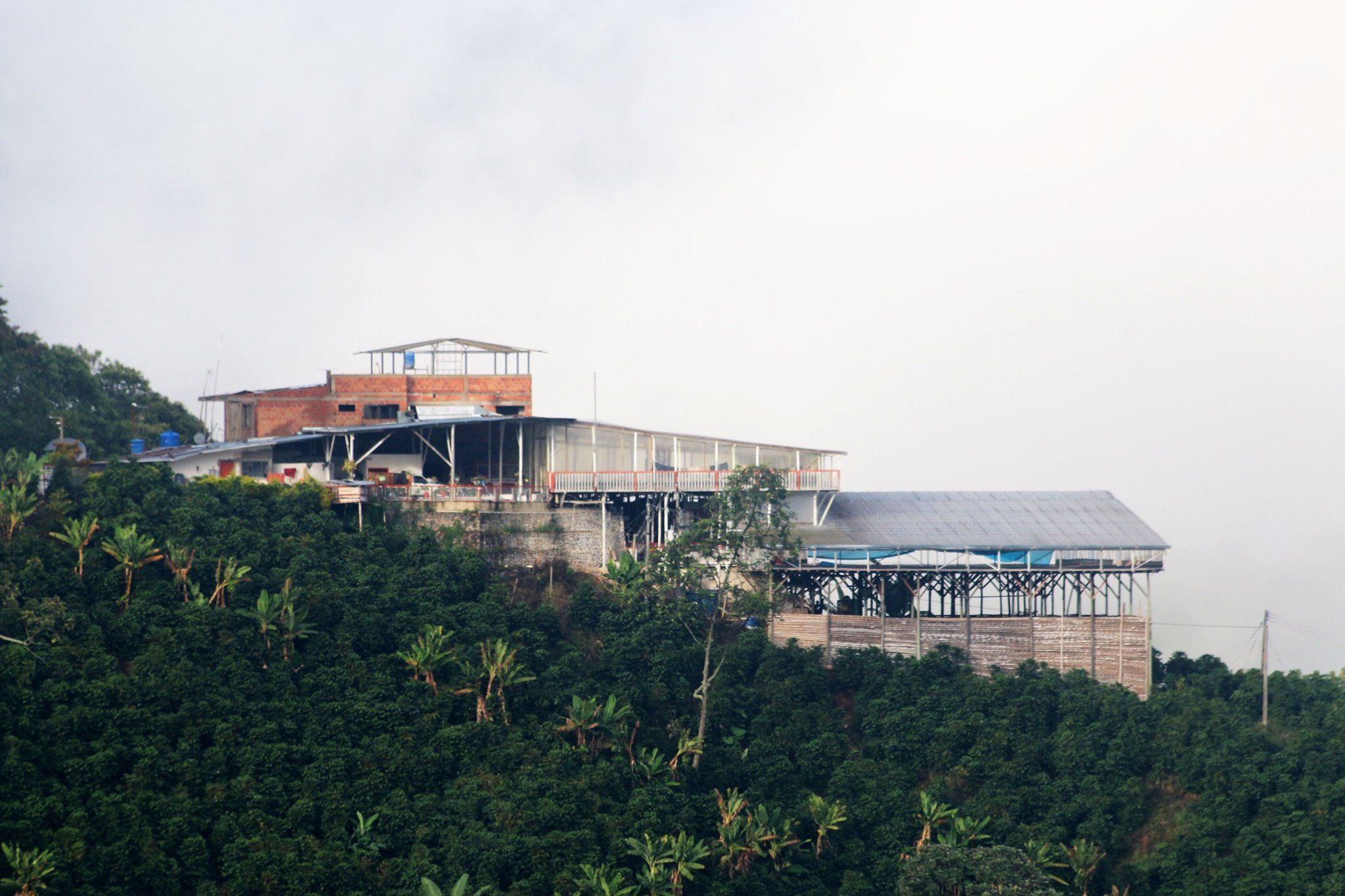
Fincas cafeteras en Acevedo donde se produce café Especial de importación.

El municipio de Acevedo, en la pintoresca subregión de Huila, no sólo se destaca por su asombrosa belleza natural, sino también como un importante motor económico con diversas actividades que impulsan su desarrollo. Su renombrada posición como uno de los principales productores de café en Colombia ha dejado una huella significativa en su economía, siendo un punto de orgullo para la comunidad y un pilar fundamental de su prosperidad.
En el año 2006, Acevedo demostró su liderazgo en la producción de café al registrar una impresionante producción de 10 514.91 toneladas de este grano preciado. Con 9 054 hectáreas de tierra cultivada, los agricultores locales demuestran su dedicación a la producción de café de alta calidad, consolidando esta contribución como una parte esencial de la identidad económica de Acevedo.
Además del café, el municipio diversifica su producción agrícola con cultivos como plátano, fríjol tradicional y tecnificado, maíz tradicional, tomate de mesa, cacao, caña panelera, yuca, cebolla junca, así como diversas frutas como guayaba, granadilla, piña, lulo y mora. Aunque su participación pueda ser menor en comparación con el café, estas cosechas contribuyen a la variedad de la producción agrícola y fortalecen la seguridad alimentaria regional.

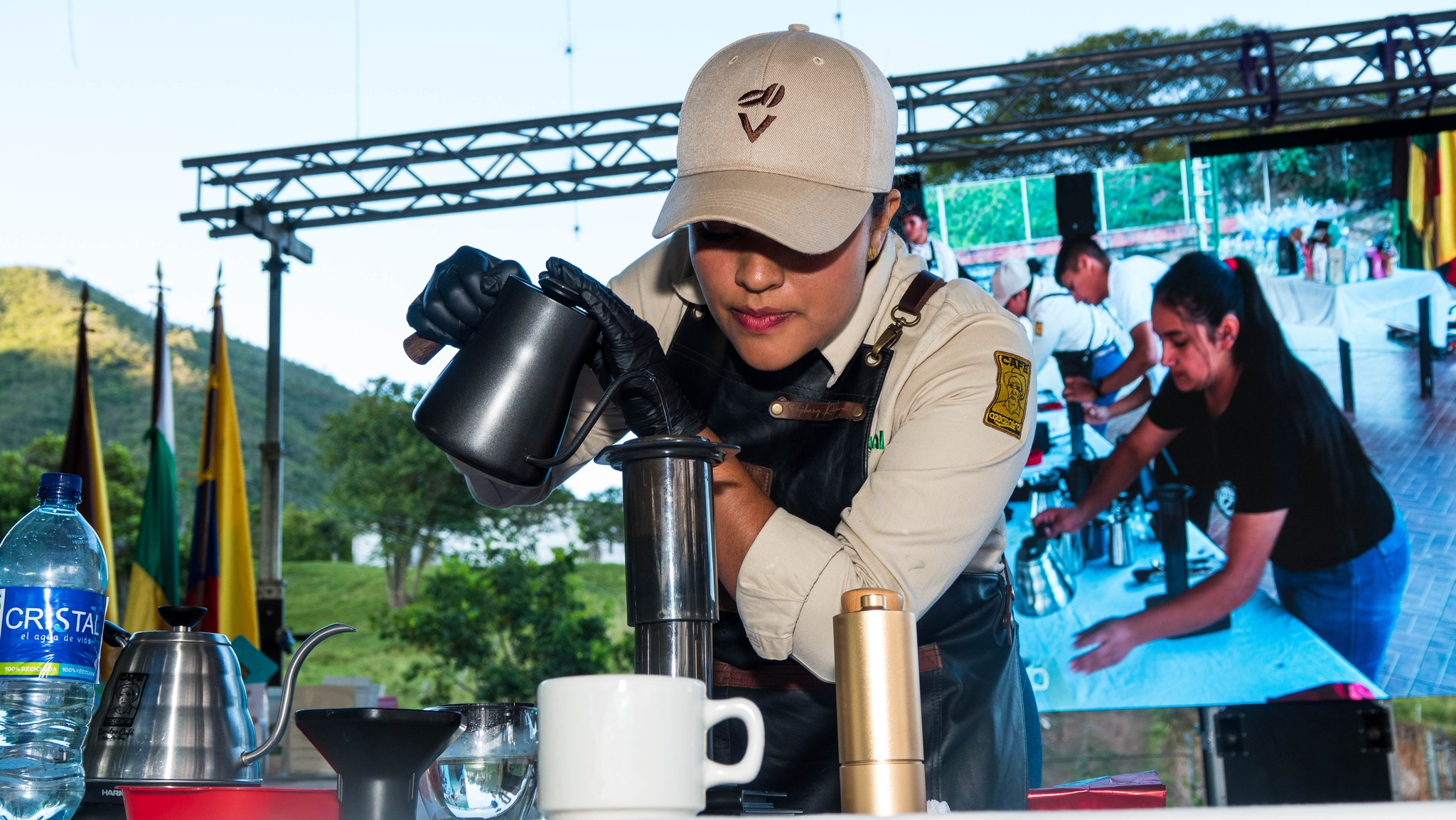
Feria Café de Origen

La ganadería, con unas 4.630 cabezas de ganado bovino y una destacada producción lechera de 1.067 vacas lecheras, también desempeña un papel crucial en la economía de Acevedo. Asociaciones como la Asociación de Ganaderos de Acevedo "ASOGANA" impulsan y respaldan esta actividad.
La economía de Acevedo no se limita a la agricultura y la ganadería, sino que se diversifica con actividades como la avicultura y la presencia de ganado porcino. La Asociación de Caballistas "ASOCACE" en el sector equino también ha contribuido al desarrollo económico de la región.
Además de su vibrante economía basada en la producción agrícola y ganadera, Acevedo se destaca como un destino turístico reconocido, especialmente gracias al Parque Nacional Natural Cueva de los Guácharos. El turismo, junto con el comercio que atrae tanto a empresarios nacionales como internacionales, agrega una dimensión adicional a la economía local.

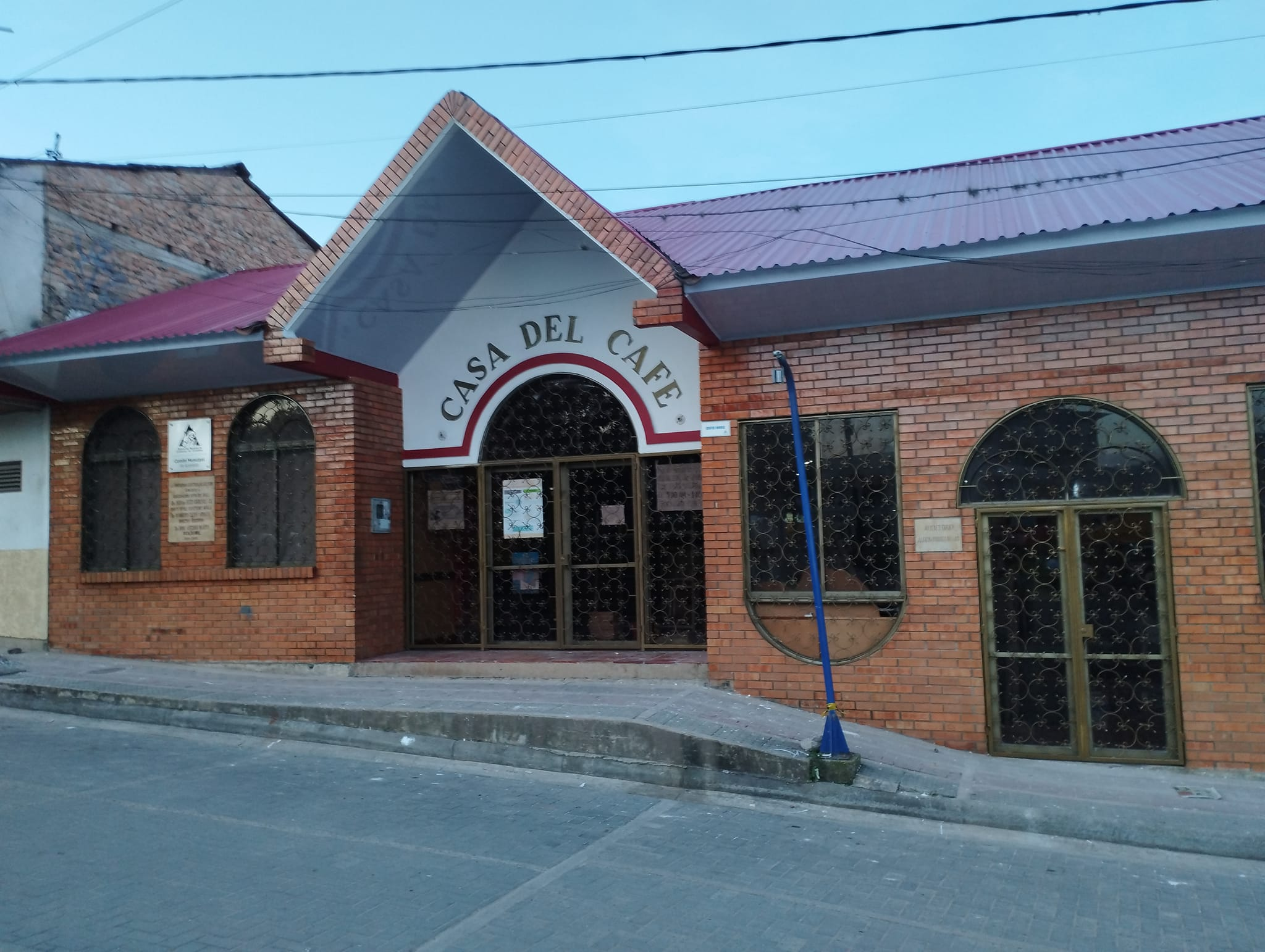
Casa del Café

Con comercios de cadena, tiendas nacionales, fábricas y productos de alta calidad, el comercio en Acevedo es un imán para inversores y empresarios. La Asociación de Comerciantes de Acevedo "ASOCORAC" desempeña un papel fundamental en la actualización y formalización de proyectos comerciales, respaldando el crecimiento acelerado del comercio aceveduno. Gracias a su ubicación estratégica, Acevedo se presenta como un atractivo eje para la inversión empresarial e industrial en la región surcolombiana. Con su combinación única de recursos naturales, producción agrícola destacada y potencial económico, Acevedo se proyecta como un lugar próspero para vivir, visitar y hacer negocios.

### Café Especial de Acevedo
Acevedo se destaca como uno de los principales centros de producción de café en la reconocida zona cafetera colombiana. Su apodo La Capital Cafetera Especial de Colombia lo resalta a nivel mundial. Su café es altamente valorado a nivel internacional por su limpieza en taza y ha ganado reconocimiento por su calidad.
En agosto de 2006, la Federación Nacional de Cafeteros y Procafecol lanzaron una edición especial y limitada de café tostado y molido en homenaje a los 250 años de fundación del municipio de Acevedo, denominada "Café Acevedo 250 años". Este café especial es el resultado del arduo trabajo y dedicación de más de 4.000 productores locales que cultivan café arábico de diversas variedades, como Castillo, Colombia, Caturra, Típica, Borbón y Tabí.
Desde el 16 de abril de 2013, el café de Acevedo cuenta con la distinción de 'Denominación de Origen', lo que resalta la calidad y características únicas de este producto. Se destaca por su impresión global equilibrada, con notas dulces, acidez y cuerpo medio/alto. Además, presenta fragancia y aroma intensos, con sensaciones frutales y acarameladas. En taza, se caracteriza por una fragancia y aroma a chocolate, buen dulzor y frutos rojos, notas frutales, flor de café, acidez media alta y un cuerpo medio equilibrado.
Acevedo ofrece a sus visitantes una amplia oferta cafetera, con tiendas y fincas especializadas que permiten disfrutar de la experiencia del café local. El municipio también ha participado en diversas ferias y eventos de excelencia a nivel mundial en el sector cafetero, logrando recibir varios premios que destacan la calidad y el sabor de su café.

### Sombrero de Iraca de Acevedo
La historia y la artesanía del "Sombrero de iraca" en Acevedo,  se destacan por su distinción y calidad, lo que ha llevado a obtener la prestigiosa declaración de Denominación de Origen "Colombia" el 3 de junio de 2015. Este sombrero, elaborado con palma de iraca cultivada en el Valle del Río Suaza, es una tradición arraigada en la región.
Este sombrero ha sido declarado Patrimonio Cultural Inmaterial del departamento del Huila por la Gobernación en 2013. Además, es el cuarto producto en Colombia en recibir la protección de Denominación de Origen, después del Sombrero Aguadeño, el Sombrero de Sandoná y la Tejeduría Zenú o sombrero Vueltiao.
La Cooperativa Multiactiva Valle del Sombrero Suaza, integrada por productores de Acevedo, Suaza y Guadalupe, administra la denominación de origen del "Sombrero de iraca". Este producto ha trascendido fronteras, siendo apreciado en Estados Unidos, República Dominicana, México, España, Holanda e Italia, entre otros lugares, por su calidad y prestigio.
El proceso de obtención de la Denominación de Origen involucró la participación y representación legítima de los artesanos, transformadores y tejedores de iraca en el Valle del Río Suaza. La calidad de las hebras utilizadas en el tejido del sombrero está vinculada al lugar de cultivo de la iraca, con condiciones especiales de suelo y temperatura en la región.
El "Sombrero de Iraca" se caracteriza por un tejido muy fino (tupido), de color blanco hueso, gran elasticidad y flexibilidad. Este artefacto ha sido parte de la economía colombiana desde el siglo XIX, representando un importante porcentaje de las exportaciones nacionales en 1858.
Celvina Ramírez, reconocida con la Medalla a la Maestría Artesanal en 2017, ha contribuido significativamente a la preservación de este oficio artesanal tradicional, destacando la importancia histórica y cultural del "Sombrero de Iraca" en la región y en Colombia.

### Alfarería y Artesanías de Acevedo
La alfarería en Acevedo, se destaca como una de las técnicas más antiguas y arraigadas en el territorio, evidenciada por la rica diversidad de la producción prehispánica en barro. Un destacado artesano de esta tradición es Don Fidencio Cueltan, nacido en 1973 en el municipio de Acevedo, y discípulo de su padre, el maestro artesano Don Peregrino Cueltan Chapuesgal.
Fidencio ha dedicado más de 30 años a perfeccionar el arte del torneado de arcilla, siendo reconocido como uno de los artesanos más importantes de la alfarería regional. Su destreza se refleja en la creación de piezas utilitarias como pocillos tinteros, vasos mugs, tinajas, jarras, soperas, cazuelas, cacerolas, entre otras, todas elaboradas con esmero tanto en torno como a mano.
El aprendizaje de Fidencio inició en 1990, cuando, bajo la tutela de su padre, se sumergió en el torneado de arcilla. Desde entonces, ha participado en diversos certámenes feriales y culturales, llevando con orgullo el nombre de Acevedo. Además de su destacada participación en eventos nacionales e internacionales, ha compartido su conocimiento con sus cuatro hijos y artesanos de otras regiones, contribuyendo así a la preservación y difusión del arte popular.
Tras el fallecimiento de Don Peregrino Cueltan en 2005, Fidencio ha continuado el legado familiar, demostrando su dedicación y habilidad en la alfarería. Su contribución al arte ha sido tan significativa que el Honorable Concejo Municipal le otorgó un merecido reconocimiento por preservar el legado cultural de Acevedo y destacar la manifestación artística a través de la historia.

## Infraestructura y equipamiento urbano

### Educación
En cuanto a la educación superior, Acevedo cuenta con diversas instituciones estatales que brindan oportunidades de educación superior a sus residentes. La Biblioteca Pública Municipal, la Casa de la Cultura, la ESAP (Escuela Superior de Administración Pública) Universidad Surcolombiana y la Universidad Nacional son ejemplos de las instituciones que apoyan el acceso a la educación superior y la cultura en el municipio.
Instituciones del estado Educación Superior
- SENA
- Escuela Superior de Administración Pública
- Universidad Nacional.
- Universidad Surcolombiana.

### Salud
El sector salud en Acevedo, al igual que en otros municipios de Colombia, está regulado y gestionado por el Sistema General de Seguridad Social en Salud (SGSSS), que busca garantizar el acceso a los servicios de salud de calidad para todos los ciudadanos.
- ESE San Francisco Javier de Acevedo: El Hospital San Francisco Javier de Acevedo es una Empresa Social del Estado (ESE) que presta servicios de salud en el municipio. Proporciona atención médica de nivel primario y servicios de urgencias. Además, ofrece atención en áreas como medicina general, odontología, laboratorio clínico y otros servicios médicos.

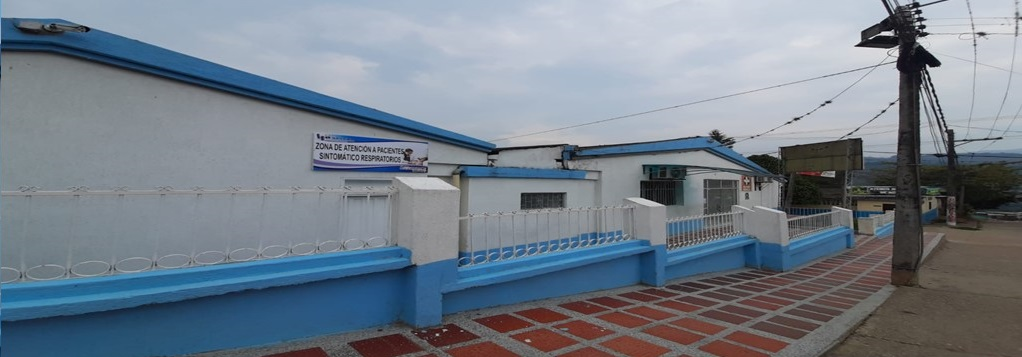

La ESE Hospital San Francisco Javier es el primer punto de atención en la red de atención en salud a nivel local en el Municipio de Acevedo. Esta entidad es una Institución Prestadora de Servicios de Salud (IPS) habilitada y es la única de este tipo en el municipio. Se trata de una entidad pública descentralizada de orden municipal que posee personería jurídica, patrimonio propio y autonomía administrativa.
Con el propósito de garantizar la eficiente prestación de los servicios de salud, la ESE San Francisco Javier cuenta con varias sedes, que incluyen:
Sede Principal, Centro de Salud San Adolfo, Puesto de Salud San Marcos, Puesto de Salud Santo Domingo, Puesto de Salud San Isidro, Puesto de Salud El Carmen y el Puesto de Salud El Salado.
- IPS Privadas: Además del hospital público, existen instituciones prestadoras de servicios de salud (IPS) privadas en el municipio que ofrezcan atención médica en diversas especialidades.
- EPS y Aseguradoras de Salud: En Acevedo, como en todo Colombia, operan Entidades Promotoras de Salud (EPS) que gestionan la afiliación de los ciudadanos al sistema de salud y cubren la atención médica. Los residentes pueden estar afiliados a una EPS de su elección.
- Programas de Promoción y Prevención: El sector salud también incluye programas de promoción y prevención, que buscan educar a la comunidad sobre hábitos saludables y prevenir enfermedades.
- Salud Pública: El municipio puede contar con un departamento de salud pública encargado de supervisar la salud de la población, llevar a cabo campañas de vacunación y controlar enfermedades endémicas.
- Red de Atención en Salud: Acevedo forma parte de la red de atención en salud del departamento del Huila, lo que permite la coordinación y derivación de pacientes a centros de mayor complejidad en la región.

### Cuerpo de Bomberos Voluntarios de Acevedo

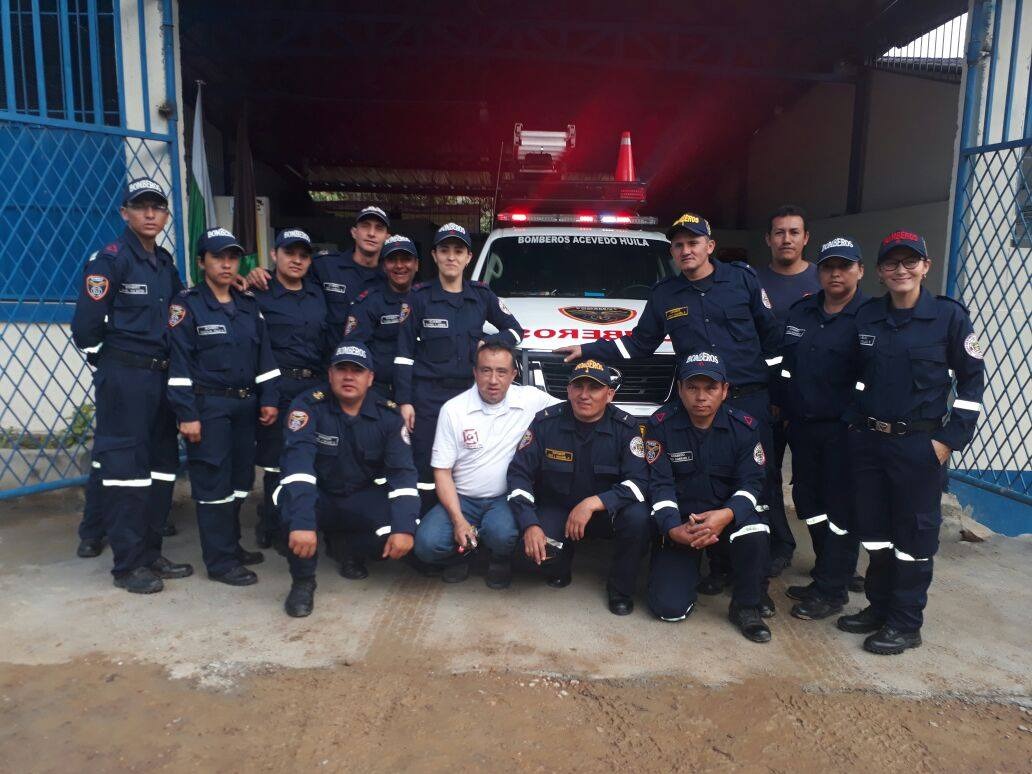
Bomberos de Acevedo

El Cuerpo de Bomberos Voluntarios de Acevedo, es una institución comprometida con la gestión integral del riesgo, enfocándose en la prevención y atención de incendios, rescates y otras emergencias que afectan a la comunidad. Con un profundo sentido de responsabilidad social, su misión principal es proteger la vida y los bienes de los habitantes de Acevedo, actuando con valor, abnegación y lealtad.
Servicios y Actividades
1. Prevención y Control de Incendios:  Implementan estrategias efectivas para prevenir incendios, educando a la comunidad sobre prácticas seguras. En caso de emergencias, responden de manera rápida y eficiente para controlar y extinguir incendios, minimizando daños materiales y personales.
2. Rescate y Atención de Emergencias:  Están altamente capacitados para llevar a cabo rescates en diversas situaciones, como accidentes de tránsito y emergencias en cuerpos de agua, además de enfrentar desastres naturales que ponen en riesgo la vida humana.
3. Educación y Sensibilización:  Realizan campañas educativas dirigidas a la comunidad para fomentar la cultura de prevención y reducir los riesgos asociados a incendios y otras emergencias. Estas campañas incluyen simulacros, talleres y charlas informativas en escuelas y espacios públicos.

## Transportes
Acevedo, un municipio cuenta con terminal de transportes que lo conecta con otros puntos clave de Colombia. Las empresas de transporte reconocidas como Coomotor, Cootranshuila, La Gaitana, Flota Huila, El Pony Express, Cootransmayo, Líneas Verdes, Cootranslaboyana, Cootranscol, Coomulsuaza y Coomotor Florencia operan en esta terminal.
En el ámbito local, Acevedo cuenta con líneas de transporte urbano y servicios de taxis proporcionados por Coostranscol y Mensaje Express.
Para opciones de transporte aéreo, Acevedo tiene proximidad a una serie de aeropuertos nacionales entre las que se encuentran el Aeropuerto Gustavo Artunduaga en Florencia, Caquetá, el Aeropuerto Contador en Pitalito, Huila, y el Aeropuerto Benito Salas en Neiva, Huila. 

## Servicios
Servicio de Agua, Acueducto y Aseo
- EMPACEVEDO S.A.S. E.S.P. es la empresa encargada de prestar y ofrecer servicios públicos domiciliarios de acueducto, alcantarillado y aseo en Acevedo. Su misión es mejorar la calidad de vida de los usuarios y garantizar la eficacia en la prestación de servicios públicos, lo que contribuye al desarrollo económico y social del área de influencia.

Servicio de Energía
- La Electrificadora del Huila SA-ESP, conocida como ELECTROHUILA, es la entidad responsable de proporcionar el servicio de energía eléctrica en Acevedo. Garantiza que los residentes tengan acceso a la electricidad necesaria para sus necesidades diarias.

Servicio de Gas
- Surcolombiana de Gas SAESP, o SURGAS, es la empresa de servicios públicos que ofrece gas domiciliario en la región. Surgió como una respuesta a la necesidad de municipios que no contaban con este servicio y buscan impulsar proyectos de inversión y desarrollo regional.

### Comunicaciones
Acevedo, un municipio del departamento de Huila, dispone de una infraestructura de medios de comunicación que incluye emisoras de radio y servicios de telecomunicaciones, los cuales cumplen un papel esencial en la difusión de información, el entretenimiento y la conectividad de sus habitantes.

### Radio
En Acevedo, las emisoras de radio se consolidan como el principal medio de comunicación masiva, ofreciendo programación variada que abarca música, entretenimiento y contenido comunitario. A continuación, se destacan las principales estaciones:
- La Exitosa 90.8 FM  Reconocida como "La Radio De Los Éxitos", esta emisora ofrece una programación diversa que incluye música popular y espacios de entretenimiento, orientada a un público amplio. Más información en: laexitosaacevedo.com.

- La Voz Del Sur 107.8 FM  Es una emisora comunitaria que transmite contenido orientado al ámbito local, con una programación que incluye información de interés para la comunidad de Acevedo. Más información en: lavozdelsur-acevedo.m.letio.com.

### Telecomunicaciones
El municipio de Acevedo cuenta con una infraestructura en telecomunicaciones que garantiza el acceso a servicios de conectividad, fundamentales para el desarrollo socioeconómico de la región. Entre los principales proveedores se encuentran:
- Genionet Telecomunicaciones S.A.S.  Empresa local líder en soluciones de conectividad a nivel municipal y regional, especializada en servicios inalámbricos y de fibra óptica. Para más información, visite: genionet.com.co.
- Sistemas Avanzados en Telecomunicaciones S.A.S. (SAT Fibra)  Con más de 14 años de experiencia, esta compañía conecta a la región con servicios de internet de alta velocidad, brindando soluciones accesibles y confiables. Más detalles en: satelecomunicaciones.com.

## Festivales

#### Festival del Retorno de Acevedo

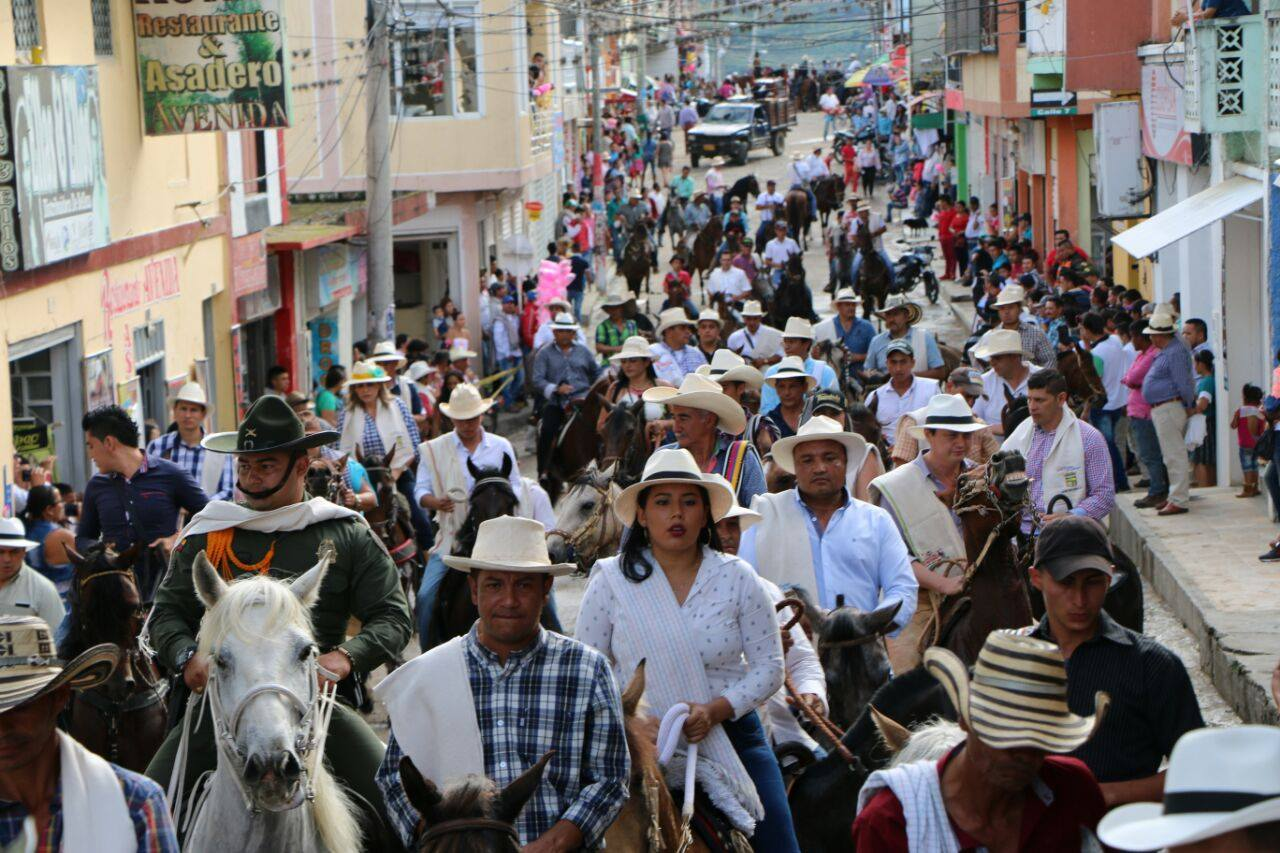
Cabalgata en Fiestas del Retorno Acevedo

Acevedo, Se considera uno de los eventos importantes del departamento, se celebra la primera semana de Enero, Festival dedicado a los acevedunos, nacidos, adoptados y visitantes, en ella se destaca la forma cultural, artístico, religioso y gastronómico de Acevedo. Se realizan los siguientes eventos:  conciertos con artistas internacionales y nacionales, Muestras culturales, exposiciones, desfiles, cabalgatas entre otros. 
El Festival del Retorno de Acevedo, rinde homenaje a las raíces culturales y la identidad de esta encantadora región. El Festival del Retorno de Acevedo es una ocasión para reconectar con las raíces el encuentro y la cultura de la región, y para celebrar la vida comunitaria. 
Los eventos incluyen desfiles con trajes tradicionales, alboradas, cabalgatas, conciertos en los que los participantes representan diferentes momentos de la región. La música y la danza son elementos esenciales del Festival del Retorno. Grupos locales y regionales se presentan en el escenario, ofreciendo una amplia gama de estilos musicales. La gastronomía local juega un papel importante en el festival. Los puestos de comida ofrecen una variedad de platos típicos del Huila.

#### Festival Folclórico, Reinado Municipal del Bambuco, Fiestas de San Pedro y San Pablo.
Se Celebra finalizando Junio y comienzos de Julio. Se destaca por su impacto cultural de la región.

#### Cumpleaños de Acevedo
La celebración de los cumpleaños de Acevedo el 6 de agosto se erige como un vibrante tributo a la rica identidad y las contribuciones de sus habitantes.
La programación de los cumpleaños de Acevedo abarca una amplia gama de eventos, desde conciertos que llenan el aire con melodías festivas hasta actividades culturales que resaltan las tradiciones arraigadas en la historia del lugar. Muestras gastronómicas ofrecen un festín para los sentidos, revelando la deliciosa diversidad culinaria de la región.
Los desfiles y las cabalgatas dan vida a las calles, llenándolas de color y energía. 

## Turismo
Acevedo es un destino turístico que atrae a viajeros con su rica cultura, belleza natural y eventos de renombre internacional. En el corazón de la región cafetera del Huila, Acevedo es conocido por su café de alta calidad y sus festivales dedicados a esta bebida amada. La Feria del Café Origen es un evento estelar que se celebra en agosto y es un testimonio de la pasión de la comunidad por su néctar dorado. 

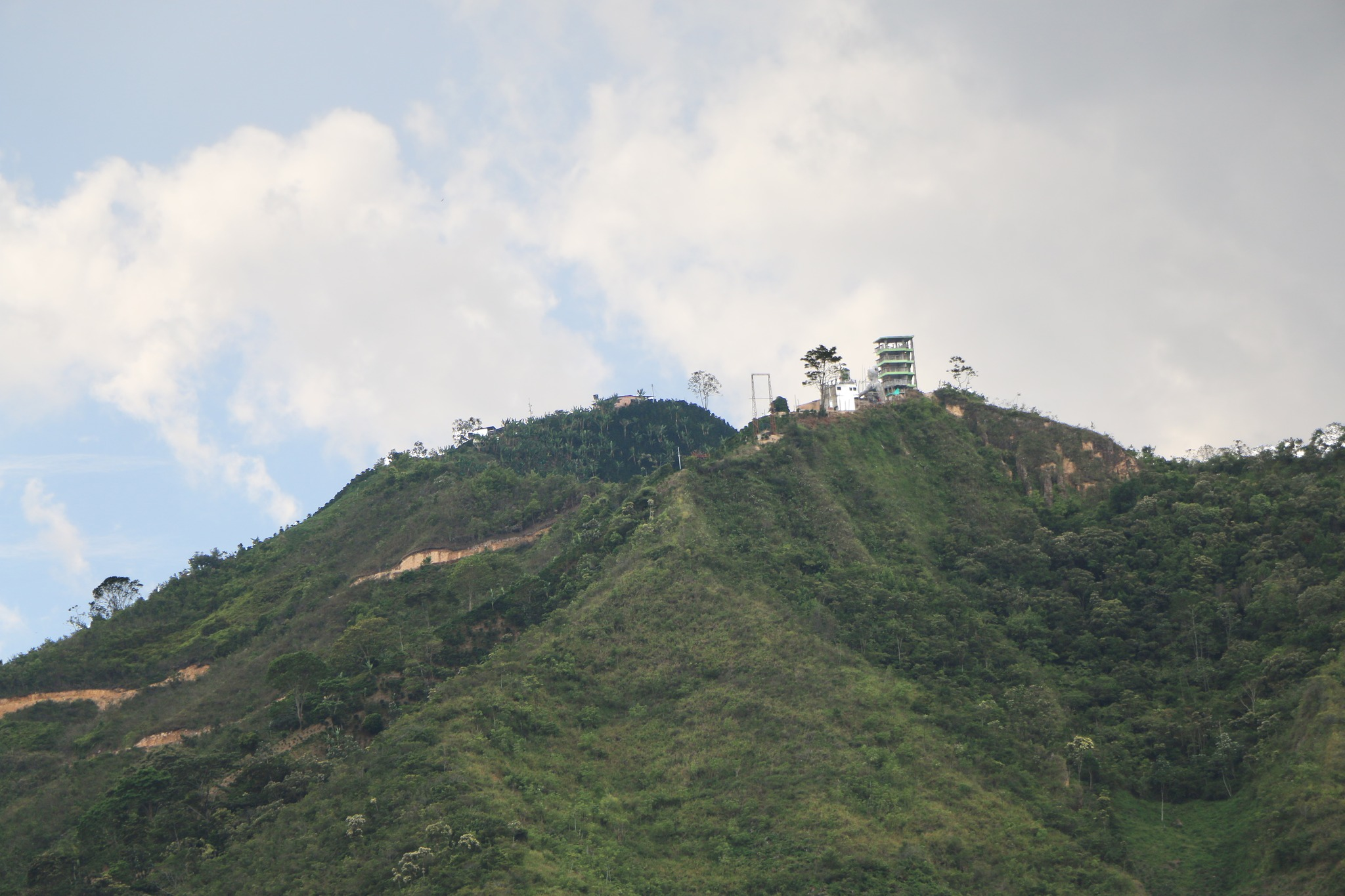
Mirador Cerro del Andaki

En la Feria del Café, los visitantes pueden sumergirse en el mundo del café, aprendiendo sobre su cultivo, cosecha y preparación. Las catas de café ofrecen una gama diversa de perfiles de sabor, desde notas frutales hasta matices terrosos. Los productos relacionados con el café, como chocolates y jabones artesanales, se exhiben y están disponibles para su compra. La feria también destaca la música y la danza local, creando un ambiente festivo que celebra la cultura del Huila.
El Parque Nacional Natural Cueva de los Guácharos es otra joya turística en Acevedo. Esta cueva misteriosa es el hogar de los guacharos, aves nocturnas que añaden un toque mágico a la experiencia con su espectáculo de luces intermitentes. Las formaciones geológicas dentro de la cueva, como estalactitas y estalagmitas, son impresionantes y crean un paisaje subterráneo surrealista.
En Acevedo también se encuentran los Petroglifos Andaki, un yacimiento arqueológico que alberga petroglifos precolombinos que narran historias ancestrales. La cultura e historia de la región se celebran en el Parque Central, un lugar de encuentro donde los visitantes pueden disfrutar de la vida cotidiana de la comunidad, asistir a eventos culturales y probar la deliciosa gastronomía local.
El Centro Cultural, Artesanal y Gastronómico "El Tribuno del Pueblo" es un lugar que combina arte, gastronomía y cultura local en un ambiente vibrante. Aquí, los visitantes pueden disfrutar de exposiciones de arte, esculturas, artesanías locales y una variada oferta culinaria.
Además de estos atractivos turísticos, Acevedo ofrece una experiencia única de la Ruta Cafetera especial, que permite a los visitantes conocer el proceso de producción de café desde el cultivo hasta la taza. Los balnearios naturales, los miradores y la gastronomía local completan la oferta turística de Acevedo.
El turismo sostenible es una prioridad en Acevedo, y las autoridades locales trabajan en la preservación de estos tesoros naturales y culturales para las generaciones futuras. Acevedo es un destino que combina lo mejor de la cultura cafetera, la naturaleza exuberante y la hospitalidad colombiana, ofreciendo a los viajeros una experiencia inolvidable llena de autenticidad y encanto.

### Feria del Café Origen
En el corazón de la región cafetera de Huila, la Feria del Café de Acevedo emerge como un festín para los amantes del café y un tributo a la riqueza cultural de la zona. Se realiza en agosto, la feria ha superado todas las expectativas, convirtiéndose en un escaparate vibrante de la pasión y dedicación que los habitantes de Acevedo tienen por su néctar dorado: el café.

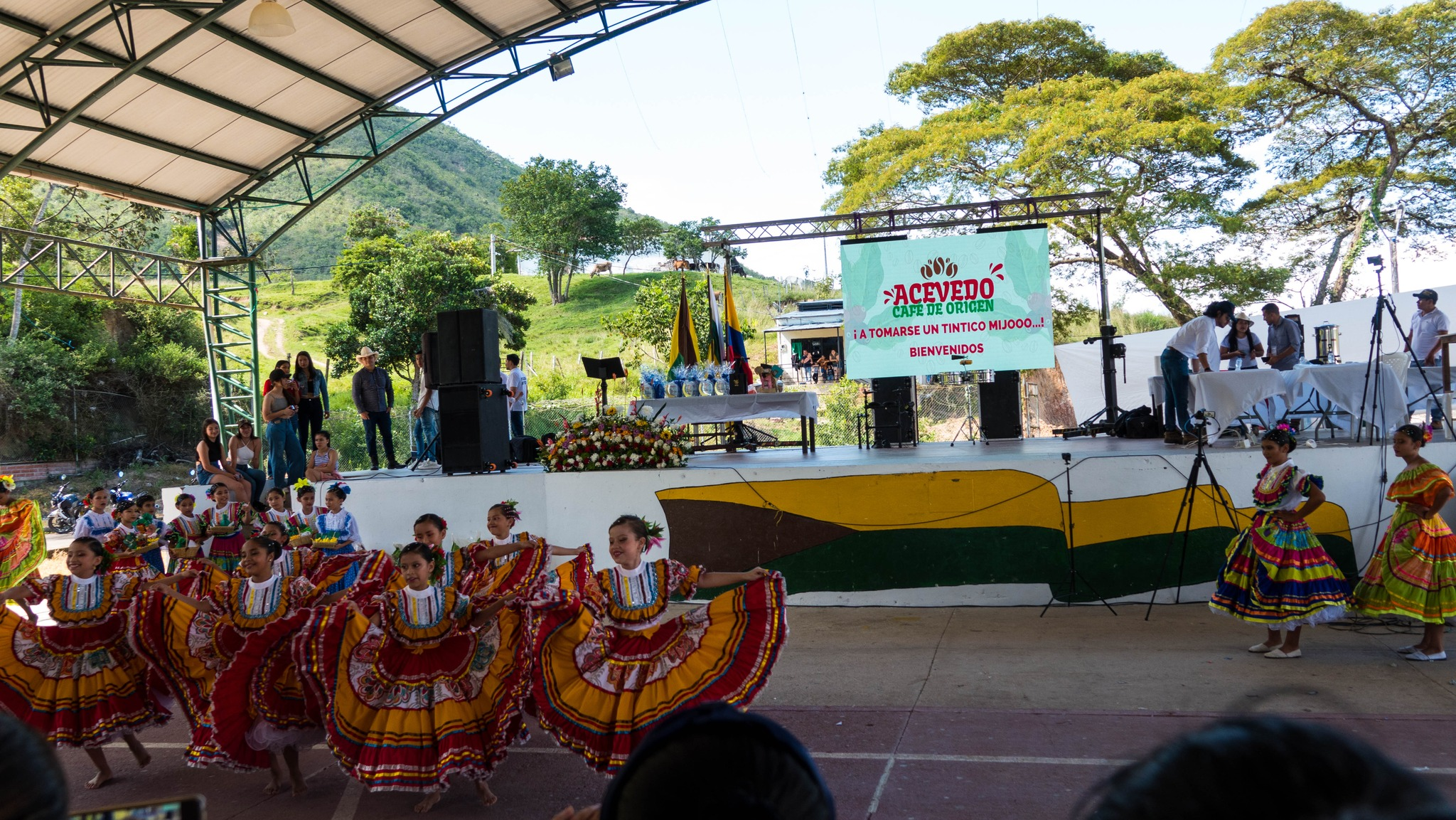
Feria de Café Origen

Los agricultores locales, orgullosos guardianes de sus cultivos, comparten sus conocimientos sobre el arte de cultivar y cosechar el café, transmitiendo generación tras generación la tradición que ha convertido a Acevedo, en un referente mundial en la producción de café de alta calidad.
Los visitantes tienen la oportunidad de participar en catas de café, explorando una gama diversa de perfiles de sabor que van desde notas frutales hasta matices terrosos. La Feria del Café de Acevedo es mucho más que una experiencia sensorial; es una inmersión en la historia y el meticuloso proceso que transforma los granos en la taza de café perfecta.
Los puestos de la feria ofrecen una variedad de productos relacionados con el café: desde granos seleccionados hasta productos artesanales elaborados con café, como chocolates, jabones y productos de belleza entre otros. Los visitantes pueden llevar consigo un pedazo de la experiencia única de Acevedo, disfrutando de la autenticidad y la calidad que solo esta región puede ofrecer.
La feria también destaca la música y la danza local, brindando a los asistentes la oportunidad de sumergirse completamente en la rica cultura del Huila. Eventos en vivo, desfiles y actividades interactivas crean un ambiente festivo que une a la comunidad y atrae a visitantes de todas partes.
la Feria del Café de Acevedo en 2023 ha sido un testimonio de la pasión de la comunidad por su café, ofreciendo a los visitantes una experiencia envolvente que celebra la tradición, la calidad y el espíritu acogedor de Acevedo. Un evento imperdible para cualquier amante del café y aquellos que buscan sumergirse en la autenticidad de la cultura cafetera colombiana.

### Parque Nacional Natural Cueva de los Guacharos

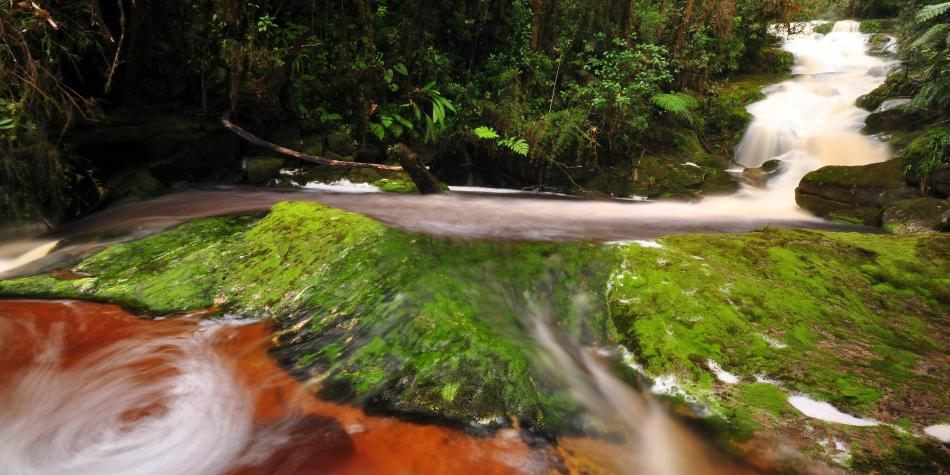
PNN Cueva de los Guacharos Acevedo

En las profundidades de Acevedo, se encuentra un tesoro natural escondido que ha intrigado a aventureros y amantes de la naturaleza durante generaciones: la enigmática Cueva de los Guacharos. Esta maravilla subterránea, ubicada en un paisaje montañoso que rosa lo surrealista, ofrece una experiencia única para aquellos que buscan adentrarse en los misterios de la tierra.
El viaje hacia la cueva es en sí mismo una odisea, con senderos sinuosos que serpentean a través de bosques frondosos y ríos cristalinos que anticipan la maravilla que guarda en lo más profundo. Al llegar al sitio, la entrada de la cueva se revela como una abertura oscura, pero irresistible, invitando a los visitantes a sumergirse en la oscuridad.
Una vez dentro, la Cueva de los Guacharos despliega su magia única. El nombre, derivado de la lengua local, sugiere la presencia de una especie de luciérnaga que habita en la cueva, creando un espectáculo de luces que ilumina las paredes rocosas con destellos intermitentes. Estos guacharos, aves esplendorosas, añaden un toque mágico a la experiencia, convirtiendo la exploración en una travesía fuera de este mundo.

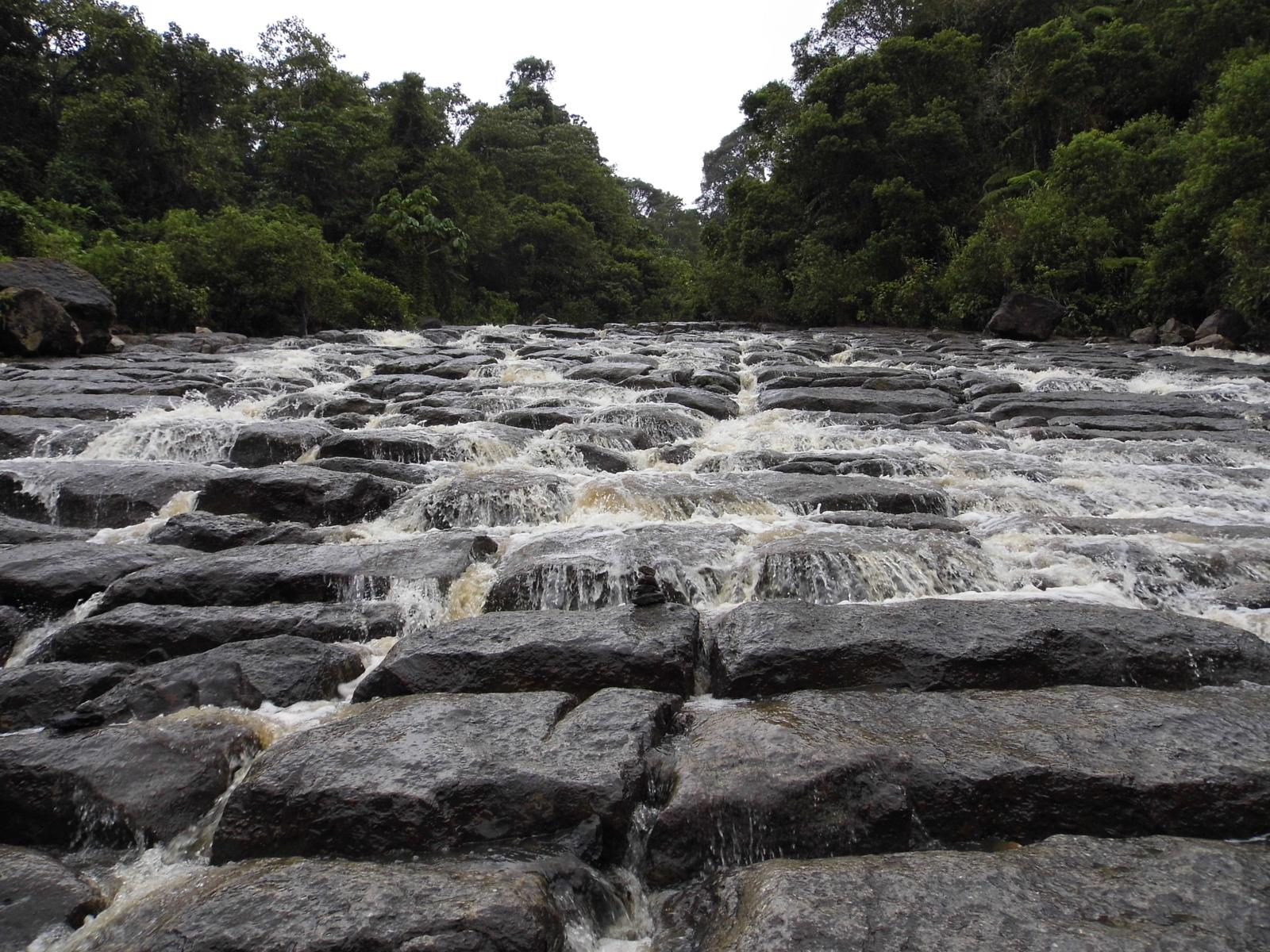
PNN Cueva de los Guacharos Acevedo

Las formaciones geológicas dentro de la cueva son otro punto culminante. Estalactitas y estalagmitas imponentes cuelgan del techo y emergen del suelo, creando una visión surrealista de la naturaleza en su estado más puro. Cada rincón revela una nueva maravilla, y los visitantes se encuentran sumidos en la asombrosa belleza de las creaciones subterráneas.
Es importante mencionar que la visita a la Cueva de los Guacharos debe realizarse con la debida precaución y respeto por el medio ambiente. Las autoridades locales han implementado medidas para preservar este tesoro natural, y se espera que los visitantes sigan las normativas para garantizar la conservación a largo plazo de este fascinante lugar.
la Cueva de los Guacharos, es una joya oculta que merece la atención de aquellos que buscan una experiencia única y mística en medio de la naturaleza. Este rincón mágico bajo tierra ofrece una conexión única con la geología y la biodiversidad de la región, dejando a los visitantes con recuerdos imborrables de su viaje a las profundidades de la tierra.

### Centro Cultural, Artesanal y Gastronómico El Tribuno del Pueblo
En el corazón de Acevedo, se encuentra un rincón especial que celebra la riqueza de la cultura local, el talento artístico y la deliciosa gastronomía de la región. El Centro Cultural, Artesanal y Gastronómico "El Tribuno del Pueblo" es un verdadero tesoro que combina lo mejor de Acevedo en un solo lugar.

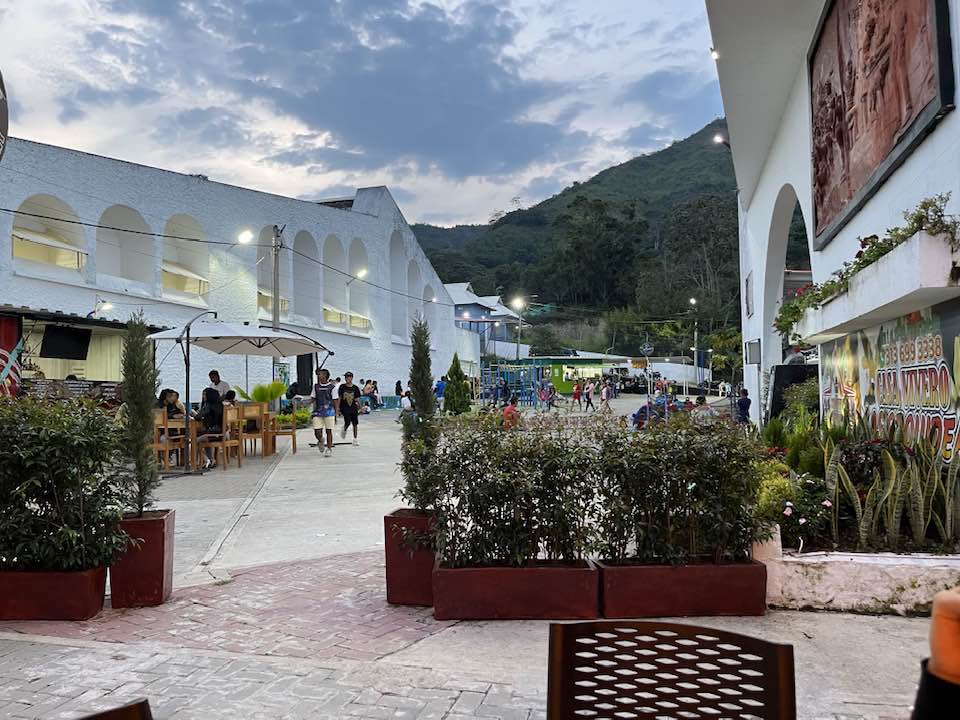
Parque Cultural el tribuno del pueblo Acevedo

El Tribuno del Pueblo es un espacio vibrante que promueve la identidad y el patrimonio de Acevedo. El momento en que entras, te encuentras inmerso en una atmósfera de creatividad y tradición. Exposiciones de arte, esculturas, flores y artesanías locales adornan las paredes y le espacios, mostrando el talento de los artistas de la región y su profundo amor por la cultura aceveduna.
La parte gastronómica es una experiencia para los sentidos. El Tribuno del Pueblo ofrece una selección de gastronomía para todos los gustos; preparados con ingredientes frescos y recetas tradicionales. Los visitantes pueden deleitarse con delicias culinarias.
Además de la exposición artística y la gastronomía, el centro a menudo alberga eventos culturales, como conciertos en vivo, representaciones teatrales, películas, muestras culturales y talleres artísticos. Estas actividades fomentan la participación activa de la comunidad y atraen a visitantes interesados en sumergirse en la vida cultural de Acevedo.

## Estructura organizacional municipal
| Acevedo      | Acevedo     | Acevedo                    |
| Departamento | Código DANE | Categoría municipal (2022) |
| ------------ | ----------- | -------------------------- |
| Huila        | 41006       | Sexta                      |

- Personería: Es un centro del Ministerio Público de Colombia que ejerce, vigila y hace control sobre la gestión de las alcaldías y entes descentralizados; velan por la promoción y protección de los derechos humanos; vigilan el debido proceso, la conservación del medio ambiente, el patrimonio público y la prestación eficiente de los servicios públicos, garantizando a la ciudadanía la defensa de sus derechos e intereses.

El actual Personero municipal es x (2024-2027).
- Concejo Municipal: Se regulan por los reglamentos internos de la corporación en el marco de la Constitución Política Colombiana (artículo 313) y las leyes, en especial la Ley 136 de 1994 y la Ley 1551 de 2012.

Constituido por x concejales por un periodo de 4 años.  Actualmente se encuentra distribuido con los siguientes partidos para el periodo 2024 - 2027 de la siguiente forma:
x (Conservador), x (Liberal), x (Partido de la U), x (Fuerza de La Paz), x (ASI), x (Mais) y x (Cambio Radical).
- Alcaldía Municipal: En esta se encuentra la administración municipal y las entidades descentralizadas del municipio.

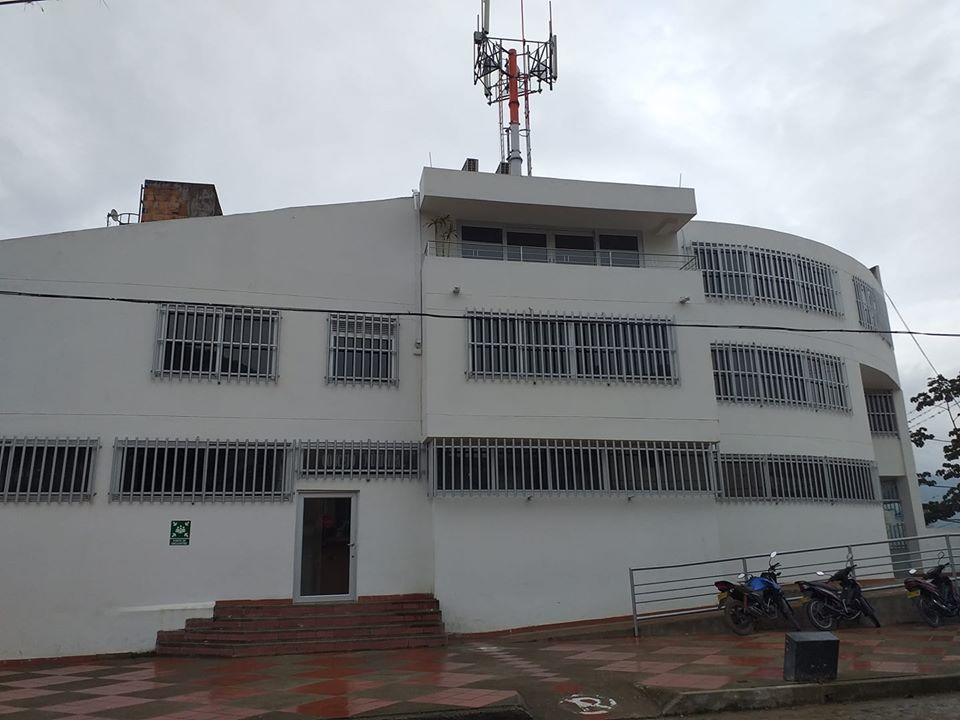
Centro Administrativo de Acevedo

El Alcalde se pronuncia mediante decretos y se desempeña como representante legal, judicial y extrajudicial del municipio. El actual Alcalde municipal es Edgar Prada (2024-2027), elegido por voto popular.
- JAL. Sin constitución alguna en los corregimientos del municipio.